# Lista utworów Maryli Rodowicz

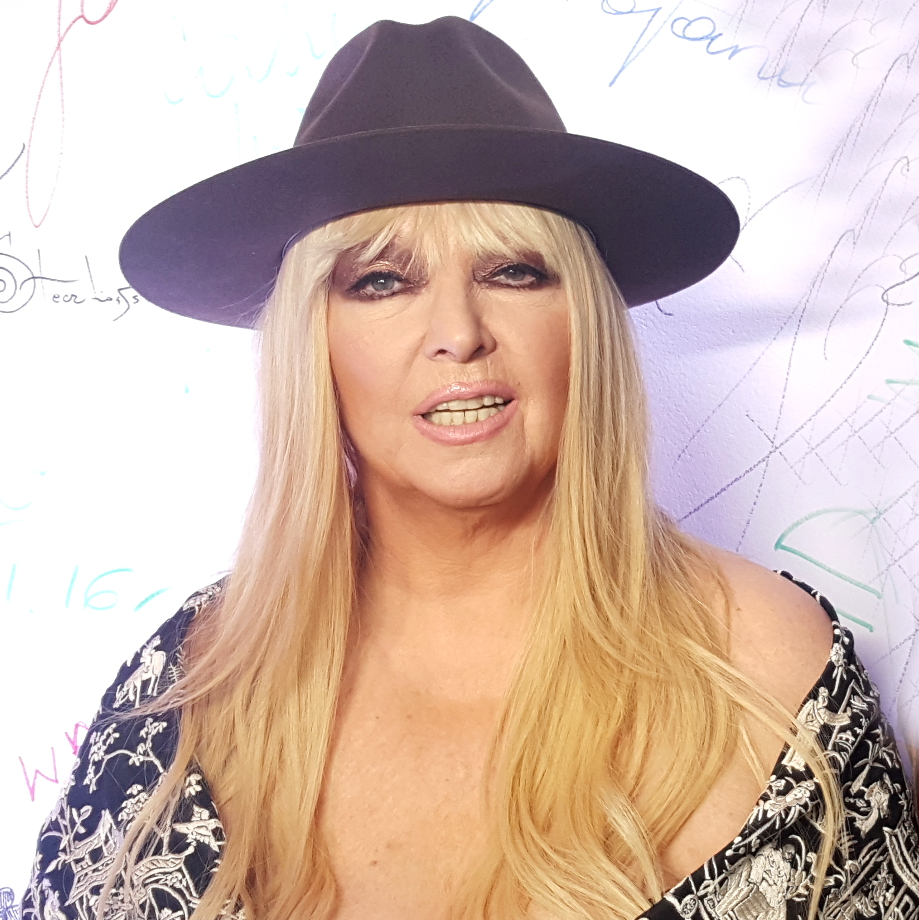
Maryla Rodowicz (2017)

Lista utworów Maryli Rodowicz – lista utworów muzycznych polskiej piosenkarki Maryli Rodowicz. Zestawienie zawiera piosenki, które zostały nagrane przez Rodowicz w wersjach studyjnych i opublikowane na wydawnictwach muzycznych, takich jak albumy (w tym kompilacje i ścieżki dźwiękowe), single (w tym cyfrowe) i pocztówki dźwiękowe.
Utwory są podzielone ze względu na język, w którym zostały zaśpiewane (polski, angielski, czeski, hiszpański, niemiecki lub rosyjski). Tabela zawiera informacje o:
- tytułach (w tym tytułach alternatywnych),
- ewentualnych pozostałych wykonawcach,
- kompozytorach,
- autorach tekstów,
- albumach, na których znalazły się po raz pierwszy,
- latach powstania.

W odrębnych wierszach zostały uwzględnione różne nagrania tych samych utworów.

## Lista utworów
|  | Cover utworu innego wykonawcy lub nagranie utworu tradycyjnego |
|  | Utwór skomponowany przez Marylę Rodowicz                       |

| Tytuł                                                                                      | Wykonawcy                                      | Muzyka                                                                    | Tekst                                              | Album                                               | Rok          | Źr.           |
| Język polski                                                                               | Język polski                                   | Język polski                                                              | Język polski                                       | Język polski                                        | Język polski | Język polski  |
| ------------------------------------------------------------------------------------------ | ---------------------------------------------- | ------------------------------------------------------------------------- | -------------------------------------------------- | --------------------------------------------------- | ------------ | ------------- |
| „A choćby z gwinta”                                                                        | Maryla Rodowicz                                | Seweryn Krajewski                                                         | Marek Biszczanik                                   | Życie ładna rzecz                                   | 2002         | [ 1 ]         |
| „A kiedy pora zmierzchu nastanie”                                                          | Maryla Rodowicz                                | Zbigniew Namysłowski                                                      | Grzegorz Walczak                                   | —                                                   | 1971         | [ 2 ]         |
| „A mnie jest szkoda lata”                                                                  | Maryla Rodowicz                                | Adam Lewandowski                                                          | Emanuel Szlechter                                  | 50                                                  | 2010         | [ 3 ]         |
| „A na czas wojny”                                                                          | Maryla Rodowicz                                | Seweryn Krajewski                                                         | Agnieszka Osiecka                                  | —                                                   | 1969         | [ 4 ]         |
| „A na czas wojny”                                                                          | Maryla Rodowicz                                | Seweryn Krajewski                                                         | Agnieszka Osiecka                                  | Żyj mój świecie                                     | 1970         | [ 5 ]         |
| „Absolutnie nic”                                                                           | Maryla Rodowicz                                | Stanisław Sojka                                                           | Stanisław Sojka                                    | Absolutnie nic                                      | 1991         | [ 6 ]         |
| „Ach skąd”                                                                                 | Maryla Rodowicz                                | Seweryn Krajewski                                                         | Agnieszka Osiecka                                  | —                                                   | 1982         | [ 4 ]         |
| „Ach świecie”                                                                              | Maryla Rodowicz                                | Robert Gawliński                                                          | Witek Łukaszewski                                  | Ach świecie…                                        | 2017         | [ 7 ]         |
| „Anioły pilnują nas”                                                                       | Maryla Rodowicz                                | Grzegorz Kloc Jarosław Pruszkowski                                        | Bogdan Olewicz                                     | —                                                   | 1998         | [ 8 ]         |
| „Anioły pilnują nas”                                                                       | Maryla Rodowicz                                | Grzegorz Kloc Jarosław Pruszkowski                                        | Bogdan Olewicz                                     | Wola 4u                                             | 2006         | [ 9 ]         |
| „Azja”                                                                                     | Maryla Rodowicz                                | Frank Farian Fred Jay                                                     | Jan Wołek                                          | Karnawał 2000                                       | 1999         | [ 10 ]        |
| „Baba blues”                                                                               | Maryla Rodowicz                                | Piotr Kałużny                                                             | Stefan Friedmann                                   | Święty spokój                                       | 1982         | [ 11 ]        |
| „Baj, baj”                                                                                 | Maryla Rodowicz                                | Andrzej Korzyński                                                         | Andrzej Korzyński                                  | —                                                   | 1988         | [ 12 ]        |
| „Ballada kowalska”                                                                         | Maryla Rodowicz                                | Henryk Klejne                                                             | Edward Fiszer                                      | —                                                   | 1970         | [ 13 ]        |
| „Ballada o balladzie”                                                                      | Maryla Rodowicz                                | Woody Guthrie                                                             | Wojciech Młynarski                                 | —                                                   | 1969         | [ 13 ]        |
| „Ballada wagonowa”                                                                         | Maryla Rodowicz                                | Andrzej Zieliński                                                         | Agnieszka Osiecka                                  | —                                                   | 1969         | [ 14 ]        |
| „Ballada wagonowa”                                                                         | Maryla Rodowicz                                | Andrzej Zieliński                                                         | Agnieszka Osiecka                                  | Żyj mój świecie                                     | 1970         | [ 5 ]         |
| „Ballada wagonowa”                                                                         | Maryla Rodowicz                                | Andrzej Zieliński                                                         | Agnieszka Osiecka                                  | Full                                                | 1991         | [ 15 ]        |
| „Bamboleo, Bambolea”                                                                       | Maryla Rodowicz                                | Tonino Baliardo Chico Bouchikhi Nicolas Reyes Simón Diaz                  | Wojciech Młynarski                                 | Karnawał 2000                                       | 1999         | [ 10 ]        |
| „Banda na mera”                                                                            | Maryla Rodowicz                                | tradycyjna                                                                | Wojciech Młynarski                                 | Karnawał 2000                                       | 1999         | [ 10 ]        |
| „Bar przed zakrętem”                                                                       | Maryla Rodowicz                                | Robert Janson                                                             | Andrzej Mogielnicki                                | Przed zakrętem                                      | 1998         | [ 16 ]        |
| „Barbara Ubryk”                                                                            | Maryla Rodowicz                                | Krzysztof Knittel                                                         | Konstanty Ildefons Gałczyński                      | —                                                   | nieznany     | [ 8 ]         |
| „Bardzo wesoło”                                                                            | Maryla Rodowicz                                | Andrzej Korzyński                                                         | Andrzej Korzyński                                  | Życie ładna rzecz                                   | 2002         | [ 1 ]         |
| „Bądź mi tatą”                                                                             | Maryla Rodowicz                                | Jerzy Wasowski                                                            | Jeremi Przybora                                    | —                                                   | 1981         | [ 17 ]        |
| „Będzie to co musi być”                                                                    | Maryla Rodowicz i Sławek Uniatowski            | Carla Armente Krzysztof Kiljański                                         | Katarzyna Nosowska                                 | Kochać                                              | 2005         | [ 19 ]        |
| „Będzie Wigilia” (lub „Będzie kolęda”)                                                     | Maryla Rodowicz                                | Andrzej Zieliński                                                         | Wojciech Młynarski                                 | tylko na singlu                                     | 2000         | [ 20 ]        |
| „Bierz mnie”                                                                               | Maryla Rodowicz                                | Katarzyna Gärtner                                                         | Wojciech Jagielski                                 | Święty spokój                                       | 1980         | [ 11 ]        |
| „Bierz mnie”                                                                               | Maryla Rodowicz                                | Katarzyna Gärtner                                                         | Wojciech Jagielski                                 | Марыля Родович                                      | 1983         | [ 21 ]        |
| „Bierz mnie”                                                                               | Maryla Rodowicz                                | Katarzyna Gärtner                                                         | Wojciech Jagielski                                 | Seventh Vol.: Samo-Wola                             | 2010         | [ 22 ]        |
| „Blues aus Eulen Willen”                                                                   | Maryla Rodowicz                                | Zbigniew Krebs                                                            | Bożena Kraczkowska                                 | Sowia Wola                                          | 2003         | [ 23 ]        |
| „Blues zająca”                                                                             | Maryla Rodowicz                                | Jacek Mikuła                                                              | Jan Tadeusz Stanisławski                           | Spotkanie dobrych znajomych                         | 1984         | [ 24 ]        |
| „Bodzio”                                                                                   | Maryla Rodowicz                                | Seweryn Krajewski                                                         | Jan Wołek                                          | Był sobie król                                      | 1984         | [ 25 ]        |
| „Bossa nova do poduszki”                                                                   | Maryla Rodowicz                                | Jacek Mikuła                                                              | Agnieszka Osiecka                                  | —                                                   | 1978         | [ 26 ]        |
| „Bossa nova do poduszki”                                                                   | Maryla Rodowicz                                | Jacek Mikuła                                                              | Agnieszka Osiecka                                  | Wsiąść do pociągu                                   | 1978         | [ 27 ]        |
| „Bossa nova do poduszki”                                                                   | Maryla Rodowicz                                | Jacek Mikuła                                                              | Agnieszka Osiecka                                  | Full                                                | 1991         | [ 15 ]        |
| „Bossa nova do poduszki”                                                                   | Maryla Rodowicz                                | Jacek Mikuła                                                              | Agnieszka Osiecka                                  | Ladies                                              | 2003         | [ 24 ]        |
| „Być z miastem sam na sam”                                                                 | Maryla Rodowicz                                | Katarzyna Gärtner                                                         | Jerzy Kleyny                                       | Żyj mój świecie                                     | 1970         | [ 5 ]         |
| „Był sobie król” (lub „Był sobie król, był sobie paź”)                                     | Maryla Rodowicz                                | tradycyjna                                                                | Janina Porazińska                                  | Był sobie król                                      | 1984         | [ 25 ]        |
| „Byłam sama, jestem sama”                                                                  | Maryla Rodowicz                                | Jacek Mikuła                                                              | Agnieszka Osiecka                                  | —                                                   | 1977         | [ 4 ]         |
| „Byłam sama, jestem sama”                                                                  | Maryla Rodowicz                                | Jacek Mikuła                                                              | Agnieszka Osiecka                                  | Wsiąść do pociągu                                   | 1978         | [ 27 ]        |
| „Byłam sama, jestem sama”                                                                  | Maryla Rodowicz                                | Jacek Mikuła                                                              | Agnieszka Osiecka                                  | Maryla Voila! Hopsasa                               | 2004         | [ 28 ]        |
| „Chcę mieć syna”                                                                           | Maryla Rodowicz                                | Seweryn Krajewski                                                         | Krzysztof Dzikowski                                | —                                                   | 1969         | [ 14 ]        |
| „Chcę mieć syna”                                                                           | Maryla Rodowicz                                | Seweryn Krajewski                                                         | Krzysztof Dzikowski                                | Żyj mój świecie                                     | 1970         | [ 5 ]         |
| „Chcę mieć syna”                                                                           | Maryla Rodowicz                                | Seweryn Krajewski                                                         | Krzysztof Dzikowski                                | Full                                                | 1991         | [ 15 ]        |
| „Chcę mieć syna”                                                                           | Maryla Rodowicz                                | Seweryn Krajewski                                                         | Krzysztof Dzikowski                                | Wola 4u                                             | 2006         | [ 9 ]         |
| „Chrapu, chrap”                                                                            | Maryla Rodowicz                                | Katarzyna Gärtner                                                         | Tadeusz Kijonka                                    | Spotkanie dobrych znajomych                         | 1984         | [ 24 ]        |
| „Chrapu, chrap”                                                                            | Maryla Rodowicz                                | Katarzyna Gärtner                                                         | Tadeusz Kijonka                                    | Był sobie król                                      | 1986         | [ 25 ]        |
| „Chrzan”                                                                                   | Maryla Rodowicz                                | Marek Stefankiewicz                                                       | Adam Kreczmar                                      | Był sobie król                                      | 1984         | [ 25 ]        |
| „Cicha noc”                                                                                | Maryla Rodowicz                                | Franz Xaver Gruber                                                        | Piotr Maszyński                                    | 12 najpiękniejszych kolęd                           | 2001         | [ 29 ]        |
| „Cicha woda”                                                                               | Maryla Rodowicz                                | Adolf Rosner                                                              | Ludwik Jerzy Kern                                  | 50                                                  | 2010         | [ 3 ]         |
| „Ciupaga i tam-tam”                                                                        | Maryla Rodowicz                                | Jacek Wąsowski                                                            | Jan Wołek Jacek Wąsowski                           | Złota Maryla                                        | 1995         | [ 30 ]        |
| „Co nam ten rok zabierze”                                                                  | Maryla Rodowicz                                | Seweryn Krajewski                                                         | Agnieszka Osiecka                                  | Absolutnie nic                                      | 1991         | [ 6 ]         |
| „Co się nażyłam”                                                                           | Maryla Rodowicz                                | Katarzyna Gärtner                                                         | Agnieszka Osiecka                                  | Maryla Voila! Hopsasa                               | 2004         | [ 28 ]        |
| „Co się stało z mamą”                                                                      | Maryla Rodowicz                                | Jarosław Pruszkowski                                                      | Andrzej Mogielnicki                                | Przed zakrętem                                      | 1998         | [ 16 ]        |
| „Cokolwiek robię, nie żałuję”                                                              | Maryla Rodowicz                                | Jan Ptaszyn Wróblewski                                                    | Jonasz Kofta                                       | Cyrk nocą                                           | 1979         | [ 31 ]        |
| „Cokolwiek robię, nie żałuję”                                                              | Maryla Rodowicz                                | Jan Ptaszyn Wróblewski                                                    | Jonasz Kofta                                       | Seventh Vol.: Samo-Wola                             | 2010         | [ 22 ]        |
| „Crane’s Crying”                                                                           | Vitas i Maryla Rodowicz                        | Svetlana Karabanova                                                       | Vitas Grzegorz Tomczak                             | —                                                   | 2012         | [ 8 ]         |
| „Cuda”                                                                                     | Maryla Rodowicz                                | Witek Łukaszewski                                                         | Witek Łukaszewski                                  | Ach świecie…                                        | 2017         | [ 7 ]         |
| „Cyrk nocą”                                                                                | Maryla Rodowicz                                | Jacek Mikuła                                                              | Agnieszka Osiecka                                  | Cyrk nocą                                           | 1979         | [ 31 ]        |
| „Czadu Maryla”                                                                             | Maryla Rodowicz                                | Luis Gómez Escolar K. C. Porter Ian Blake                                 | Jan Wołek                                          | Karnawał 2000                                       | 1999         | [ 10 ]        |
| „Czas upływa, lat przybywa”                                                                | Maryla Rodowicz                                | Seweryn Krajewski                                                         | Andrzej Strzelecki                                 | Gejsza nocy                                         | 1984         | [ 32 ]        |
| „Czas upływa, lat przybywa”                                                                | Maryla Rodowicz                                | Seweryn Krajewski                                                         | Andrzej Strzelecki                                 | Pro-Fanacja. Swa-wola 6                             | 2009         | [ 33 ]        |
| „Czas wszystko zmienia”                                                                    | Maryla Rodowicz                                | Bob Dylan                                                                 | Jacek Korczakowski                                 | —                                                   | 1969         | [ 13 ]        |
| „Czas wszystko zmienia”                                                                    | Maryla Rodowicz                                | Bob Dylan                                                                 | Jacek Korczakowski                                 | Wola 4u                                             | 2006         | [ 9 ]         |
| „Czekolada”                                                                                | Maryla Rodowicz                                | Vic Mizzy                                                                 | Ola Obarska                                        | 50                                                  | 2010         | [ 3 ]         |
| „Czerwone słoneczko”                                                                       | Maryla Rodowicz                                | Jerzy Mart                                                                | Stanisław Werner Mirosław Łebkowski                | Nasza Niepodległa 1918–2018                         | 2018         | [ 34 ]        |
| „Czerwony autobus”                                                                         | Maryla Rodowicz                                | Władysław Szpilman                                                        | Kazimierz Winkler                                  | 50                                                  | 2010         | [ 3 ]         |
| „Czerwony pas”                                                                             | Maryla Rodowicz                                | tradycyjna                                                                | tradycyjny                                         | Marysia biesiadna                                   | 1994         | [ 35 ]        |
| „Człowiek, człowiek”                                                                       | Maryla Rodowicz                                | Ryszard Szeremeta                                                         | Jan Wołek                                          | Absolutnie nic (reedycja)                           | 1992         | [ 36 ]        |
| „Człowiek, człowiek”                                                                       | Maryla Rodowicz                                | Ryszard Szeremeta                                                         | Jan Wołek                                          | Życie ładna rzecz                                   | 2002         | [ 1 ]         |
| „Czy co było między nami”                                                                  | Maryla Rodowicz                                | Katarzyna Gärtner                                                         | Agnieszka Osiecka                                  | Wyznanie                                            | 1972         | [ 37 ]        |
| „Czy to tu?”                                                                               | Maryla Rodowicz i Marek Grechuta               | Marek Grechuta                                                            | Stanisław Ignacy Witkiewicz                        | Maryla Rodowicz i Marek Grechuta Szalona lokomotywa | 1977         | [ 38 ] [ 24 ] |
| „Czy warto”                                                                                | Maryla Rodowicz                                | Seweryn Krajewski                                                         | Marek Biszczanik                                   | Przed zakrętem                                      | 1998         | [ 16 ]        |
| „Czysta nafta”                                                                             | Maryla Rodowicz                                | Elżbieta Adamiak                                                          | Osip Mandelsztam                                   | Absolutnie nic                                      | 1991         | [ 6 ]         |
| „Daj mi byle co”                                                                           | Maryla Rodowicz                                | Daniel Meskell Martin Sutton Paul Blen                                    | Katarzyna Nosowska                                 | Kochać                                              | 2005         | [ 19 ]        |
| „Dalej orły”                                                                               | Maryla Rodowicz                                | Seweryn Krajewski                                                         | Wojciech Młynarski                                 | —                                                   | 2012         | [ 8 ]         |
| „Dalej”                                                                                    | Cleo, gościnnie: Maryla Rodowicz               | DobroBit                                                                  | Cleo                                               | vinyLOVA                                            | 2021         | [ 39 ]        |
| „Damą być”                                                                                 | Maryla Rodowicz                                | Jacek Mikuła                                                              | Agnieszka Osiecka                                  | —                                                   | 1976         | [ 26 ]        |
| „Damą być”                                                                                 | Maryla Rodowicz                                | Jacek Mikuła                                                              | Agnieszka Osiecka                                  | Sing-Sing                                           | 1976         | [ 40 ]        |
| „Damą być”                                                                                 | Maryla Rodowicz i Roxie Węgiel                 | Jacek Mikuła                                                              | Agnieszka Osiecka                                  | Niech żyje bal                                      | 2024         | [ 41 ]        |
| „Damy czadu”                                                                               | Maryla Rodowicz                                | Seweryn Krajewski                                                         | Marek Biszczanik                                   | Życie ładna rzecz                                   | 2002         | [ 1 ]         |
| „Dentysta sadysta”                                                                         | Różowe Czuby                                   | Andrzej Kleszczewski                                                      | Jacek Bieleński                                    | —                                                   | 1982         | [ 26 ]        |
| „Desperado”                                                                                | Maryla Rodowicz                                | Cesar Rosas                                                               | Wojciech Młynarski                                 | Karnawał 2000                                       | 1999         | [ 10 ]        |
| „Deszcz”                                                                                   | Maryla Rodowicz                                | Jerzy Wasowski                                                            | Jeremi Przybora                                    | —                                                   | 1981         | [ 17 ]        |
| „Diabeł i raj”                                                                             | Maryla Rodowicz                                | Katarzyna Gärtner                                                         | Agnieszka Osiecka                                  | —                                                   | 1973         | [ 14 ]        |
| „Diabeł i raj”                                                                             | Maryla Rodowicz                                | Katarzyna Gärtner                                                         | Agnieszka Osiecka                                  | Rok                                                 | 1974         | [ 42 ]        |
| „Diabeł i raj”                                                                             | Maryla Rodowicz                                | Katarzyna Gärtner                                                         | Katarzyna Gärtner                                  | Sowia Wola                                          | 2003         | [ 23 ]        |
| „Diabły w deszczu”                                                                         | Maryla Rodowicz                                | Seweryn Krajewski                                                         | Agnieszka Osiecka                                  | Maryla Voila! Hopsasa                               | 2004         | [ 28 ]        |
| „Diabły w deszczu”                                                                         | Maryla Rodowicz                                | Seweryn Krajewski                                                         | Agnieszka Osiecka                                  | Buty 2                                              | 2011         | [ 43 ]        |
| „Dla przegranego w wielkim stylu”                                                          | Maryla Rodowicz                                | Aleksander Maliszewski                                                    | Wojciech Młynarski                                 | Alex Band i przyjaciele                             | 1983         | [ 24 ]        |
| „Dlaczego nie chcesz spać”                                                                 | Maryla Rodowicz                                | Henryk Wars                                                               | Ludwik Starski                                     | Był sobie król                                      | 1984         | [ 25 ]        |
| „Do cholery!”                                                                              | Maryla Rodowicz                                | Dean Dyson Joe Cang                                                       | Katarzyna Nosowska                                 | Kochać                                              | 2005         | [ 19 ]        |
| „Do grającej szafy”                                                                        | Maryla Rodowicz                                | Oppenheimer Guttner                                                       | Mirosław Łebkowski                                 | 50                                                  | 2010         | [ 3 ]         |
| „Do łezki łezka”                                                                           | Maryla Rodowicz                                | Andrzej Korzyński                                                         | Jonasz Kofta                                       | Rok                                                 | 1974         | [ 42 ]        |
| „Do łezki łezka”                                                                           | Maryla Rodowicz                                | Andrzej Korzyński                                                         | Jonasz Kofta                                       | Full                                                | 1991         | [ 15 ]        |
| „Dobra pogoda”                                                                             | Maryla Rodowicz i Seweryn Krajewski            | Seweryn Krajewski                                                         | Agnieszka Osiecka                                  | —                                                   | 1976         | [ 4 ]         |
| „Dobranoc panowie”                                                                         | Maryla Rodowicz                                | Andrzej Zieliński                                                         | Agnieszka Osiecka                                  | Gejsza nocy                                         | 1986         | [ 32 ]        |
| „Dobranoc panowie”                                                                         | Maryla Rodowicz                                | Andrzej Zieliński                                                         | Agnieszka Osiecka                                  | Seventh Vol.: Samo-Wola                             | 2010         | [ 22 ]        |
| „Dobranoc, oczka zmróż”                                                                    | Maryla Rodowicz                                | Henryk Wars                                                               | Emanuel Szlechter                                  | Był sobie król                                      | 1984         | [ 25 ]        |
| „Dom na jednej nodze”                                                                      | Maryla Rodowicz                                | Jacek Mikuła                                                              | Agnieszka Osiecka                                  | Sing-Sing                                           | 1976         | [ 40 ]        |
| „Domowa czarownica”                                                                        | Maryla Rodowicz                                | Seweryn Krajewski                                                         | Jadwiga Has                                        | Sing-Sing                                           | 1976         | [ 40 ]        |
| „Domowa czarownica”                                                                        | Maryla Rodowicz                                | Seweryn Krajewski                                                         | Jadwiga Has                                        | Wola 4u                                             | 2006         | [ 9 ]         |
| „Druga strona medalu”                                                                      | Maryla Rodowicz                                | Romuald Lipko                                                             | Jan Biernacki                                      | —                                                   | 2006         | [ 8 ]         |
| „Drugi but”                                                                                | Maryla Rodowicz                                | Seweryn Krajewski                                                         | Agnieszka Osiecka                                  | Buty 2                                              | 2011         | [ 43 ]        |
| „Dwa wesela” (lub „Dwa wesela (Mary Lou)”)                                                 | Maryla Rodowicz                                | Jacek Mikuła                                                              | Agnieszka Osiecka                                  | Rok                                                 | 1974         | [ 42 ]        |
| „Dworzec”                                                                                  | Maryla Rodowicz                                | Jacek Mikuła                                                              | Jan Wołek                                          | Złota Maryla                                        | 1995         | [ 30 ]        |
| „Dzień dobry gwiazdo”                                                                      | Maryla Rodowicz                                | James Rado Gerome Ragni Galt MacDermot                                    | Agnieszka Osiecka                                  | —                                                   | 1970         | [ 13 ]        |
| „Dziewczyna gangstera”                                                                     | Maryla Rodowicz                                | Andrzej Korzyński                                                         | Andrzej Korzyński                                  | Życie ładna rzecz                                   | 2002         | [ 1 ]         |
| „Dziewczyna pirat”                                                                         | Maryla Rodowicz                                | Jacek Mikuła                                                              | Agnieszka Osiecka                                  | Buty 2                                              | 2011         | [ 43 ]        |
| „Dziewczyna ze snu” (lub „Na kulawej naszej barce”)                                        | Maryla Rodowicz                                | Seweryn Krajewski                                                         | Agnieszka Osiecka                                  | Cyrk nocą                                           | 1979         | [ 31 ]        |
| „Dziewczyna ze snu” (lub „Na kulawej naszej barce”)                                        | Maryla Rodowicz                                | Seweryn Krajewski                                                         | Agnieszka Osiecka                                  | Maryla Voila! Hopsasa                               | 2004         | [ 28 ]        |
| „Dziewczynka z zapałkami”                                                                  | Maryla Rodowicz                                | Jacek Mikuła                                                              | Agnieszka Osiecka                                  | —                                                   | 1978         | [ 17 ]        |
| „Dzięcioł i dziewczyna”                                                                    | Maryla Rodowicz                                | Adam Sławiński                                                            | Konstanty Ildefons Gałczyński                      | —                                                   | 1969         | [ 14 ]        |
| „Dzięcioł i dziewczyna”                                                                    | Maryla Rodowicz                                | Adam Sławiński                                                            | Konstanty Ildefons Gałczyński                      | Żyj mój świecie                                     | 1970         | [ 5 ]         |
| „Dzisiaj w Betlejem”                                                                       | Maryla Rodowicz                                | tradycyjna                                                                | tradycyjny                                         | 12 najpiękniejszych kolęd                           | 2001         | [ 29 ]        |
| „Dziś prawdziwych Cyganów już nie ma”                                                      | Maryla Rodowicz i Stan Borys                   | Andrzej Zieliński                                                         | Agnieszka Osiecka                                  | —                                                   | 1976         | [ 14 ]        |
| „Dziś prawdziwych Cyganów już nie ma”                                                      | Maryla Rodowicz                                | Andrzej Zieliński                                                         | Agnieszka Osiecka                                  | Karnawał 2000                                       | 1999         | [ 10 ]        |
| „Ech mała”                                                                                 | Maryla Rodowicz                                | Andrzej Brzeski                                                           | Andrzej Brzeski                                    | Jest cudnie (reedycja)                              | 2008         | [ 44 ]        |
| „Fart”                                                                                     | Maryla Rodowicz                                | H. B. Barnum                                                              | Jan Wołek                                          | Życie ładna rzecz                                   | 2002         | [ 1 ]         |
| „Fartuszek”                                                                                | Maryla Rodowicz                                | Katarzyna Gärtner                                                         | Agnieszka Osiecka                                  | —                                                   | 1981         | [ 12 ]        |
| „Franek”                                                                                   | Maryla Rodowicz                                | Marek Stefankiewicz                                                       | Jan Wołek                                          | Gejsza nocy                                         | 1984         | [ 32 ]        |
| „Franek”                                                                                   | Maryla Rodowicz                                | Marek Stefankiewicz                                                       | Jan Wołek                                          | Seventh Vol.: Samo-Wola                             | 2010         | [ 22 ]        |
| „Fruwa twoja marynara”                                                                     | Maryla Rodowicz                                | Wojciech Młynarski                                                        | Wojciech Młynarski                                 | —                                                   | 1980         | [ 26 ]        |
| „Fruwa twoja marynara”                                                                     | Maryla Rodowicz                                | Wojciech Młynarski                                                        | Wojciech Młynarski                                 | Święty spokój                                       | 1982         | [ 11 ]        |
| „Fruwa twoja marynara”                                                                     | Maryla Rodowicz                                | Wojciech Młynarski                                                        | Wojciech Młynarski                                 | Марыля Родович                                      | 1983         | [ 21 ]        |
| „Furtki trzy”                                                                              | Maryla Rodowicz                                | Victor Davies                                                             | Bożena Kraczkowska                                 | Jest cudnie                                         | 2008         | [ 45 ]        |
| „Futbol, futbol, futbol” (lub „Futbol”)                                                    | Maryla Rodowicz                                | Leszek Bogdanowicz                                                        | Jonasz Kofta                                       | —                                                   | 1974         | [ 26 ]        |
| „Gaj”                                                                                      | Maryla Rodowicz i Marek Grechuta               | Marek Grechuta                                                            | Agnieszka Osiecka                                  | Maryla Rodowicz i Marek Grechuta                    | 1977         | [ 38 ]        |
| „Gaj”                                                                                      | Maryla Rodowicz i Marek Grechuta               | Marek Grechuta                                                            | Agnieszka Osiecka                                  | Wsiąść do pociągu                                   | 1978         | [ 27 ]        |
| „Gaśnie koral”                                                                             | Maryla Rodowicz                                | Jacek Mikuła                                                              | Agnieszka Osiecka                                  | Wsiąść do pociągu                                   | 1978         | [ 27 ]        |
| „Gdy piosenka szła do wojska” (lub „Powołanie”)                                            | Maryla Rodowicz                                | Katarzyna Gärtner                                                         | Jerzy Kleyny                                       | —                                                   | 1971         | [ 14 ]        |
| „Gdy piosenka szła do wojska” (lub „Powołanie”)                                            | Maryla Rodowicz                                | Katarzyna Gärtner                                                         | Jerzy Kleyny                                       | Wyznanie                                            | 1972         | [ 37 ]        |
| „Gdy się Chrystus rodzi”                                                                   | Maryla Rodowicz                                | tradycyjna                                                                | tradycyjny                                         | 12 najpiękniejszych kolęd                           | 2001         | [ 29 ]        |
| „Gdy śliczna Panna”                                                                        | Maryla Rodowicz                                | tradycyjna                                                                | tradycyjny                                         | 12 najpiękniejszych kolęd                           | 2001         | [ 29 ]        |
| „Gdyby Zenek”                                                                              | Maryla Rodowicz                                | Andrzej Kleszczewski                                                      | Agnieszka Osiecka                                  | —                                                   | 1985         | [ 12 ]        |
| „Gdybym ciebie nie poznała”                                                                | Maryla Rodowicz                                | Seweryn Krajewski                                                         | Krzysztof Dzikowski                                | —                                                   | 1970         | [ 13 ]        |
| „Gdzie jest siódme morze” (lub „A gdzie to siódme morze”)                                  | Maryla Rodowicz                                | Katarzyna Gärtner                                                         | Jerzy Kleyny                                       | —                                                   | 1973         | [ 14 ]        |
| „Gdzie jest siódme morze” (lub „A gdzie to siódme morze”)                                  | Maryla Rodowicz                                | Katarzyna Gärtner                                                         | Jerzy Kleyny                                       | Rok                                                 | 1974         | [ 42 ]        |
| „Gdzie jest siódme morze” (lub „A gdzie to siódme morze”)                                  | Maryla Rodowicz                                | Katarzyna Gärtner                                                         | Jerzy Kleyny                                       | Full                                                | 1991         | [ 15 ]        |
| „Gdzie są ci chłopcy”                                                                      | Maryla Rodowicz                                | Seweryn Krajewski                                                         | Agnieszka Osiecka                                  | Cyrk nocą                                           | 1979         | [ 31 ]        |
| „Gdzie są kwiaty z tamtych lat”                                                            | Maryla Rodowicz                                | Pete Seeger                                                               | Agnieszka Osiecka                                  | —                                                   | 1969         | [ 13 ]        |
| „Gdzie są te łąki”                                                                         | Maryla Rodowicz                                | Katarzyna Gärtner                                                         | Ernest Bryll                                       | Maryla Rodowiczová                                  | 1972         | [ 46 ]        |
| „Gdzie są te łąki”                                                                         | Maryla Rodowicz                                | Katarzyna Gärtner                                                         | Ernest Bryll                                       | Pro-Fanacja. Swa-wola 6                             | 2009         | [ 33 ]        |
| „Gdzie strumyk płynie z wolna”                                                             | Maryla Rodowicz                                | Karl Anton Eckert                                                         | Jan Chęciński                                      | Marysia biesiadna                                   | 1994         | [ 35 ]        |
| „Gdzie ta muzyczka”                                                                        | Maryla Rodowicz                                | Jacek Mikuła                                                              | Agnieszka Osiecka                                  | Buty 2                                              | 2011         | [ 43 ]        |
| „Gejsza nocy”                                                                              | Maryla Rodowicz                                | Andrzej Korzyński                                                         | Krzysztof Gradowski                                | Gejsza nocy                                         | 1983         | [ 32 ]        |
| „Gejsza nocy”                                                                              | Maryla Rodowicz                                | Andrzej Korzyński                                                         | Krzysztof Gradowski                                | Seventh Vol.: Samo-Wola                             | 2010         | [ 22 ]        |
| „Gimnastyka”                                                                               | Maryla Rodowicz                                | Andrzej Korzyński                                                         | Jan Wołek                                          | Gejsza nocy                                         | 1983         | [ 32 ]        |
| „Głęboka studzienka” / „Zasiali górale” / „Hej, bystra woda” (medley)                      | Maryla Rodowicz                                | tradycyjna                                                                | tradycyjny                                         | Marysia biesiadna                                   | 1994         | [ 35 ]        |
| „Głowisia”                                                                                 | Maryla Rodowicz                                | Katarzyna Gärtner                                                         | Wojciech Jagielski                                 | Święty spokój                                       | 1982         | [ 11 ]        |
| „Głowisia”                                                                                 | Maryla Rodowicz                                | Katarzyna Gärtner                                                         | Wojciech Jagielski                                 | Marysia biesiadna                                   | 1994         | [ 35 ]        |
| „Gołębi song”                                                                              | Maryla Rodowicz                                | Seweryn Krajewski                                                         | Jacek Cygan                                        | —                                                   | 1983         | [ 47 ]        |
| „Gonią wilki za owcami”                                                                    | Maryla Rodowicz                                | Katarzyna Gärtner                                                         | Agnieszka Osiecka                                  | —                                                   | 1971         | [ 14 ]        |
| „Gonią wilki za owcami”                                                                    | Maryla Rodowicz                                | Katarzyna Gärtner                                                         | Agnieszka Osiecka                                  | Wyznanie                                            | 1971         | [ 37 ]        |
| „Gonią wilki za owcami”                                                                    | Maryla Rodowicz                                | Katarzyna Gärtner                                                         | Agnieszka Osiecka                                  | Absolutnie nic                                      | 1991         | [ 6 ]         |
| „Gonią wilki za owcami”                                                                    | Maryla Rodowicz                                | Katarzyna Gärtner                                                         | Agnieszka Osiecka                                  | Maryla Voila! Hopsasa                               | 2004         | [ 28 ]        |
| „Góralu, czy ci nie żal”                                                                   | Maryla Rodowicz                                | Władysław Żeleński                                                        | Michał Bałucki                                     | Marysia biesiadna                                   | 1994         | [ 35 ]        |
| „Gulasz z serc”                                                                            | Maryla Rodowicz                                | Ryszard Szeremeta                                                         | Bogdan Lisowski                                    | —                                                   | 1989         | [ 48 ]        |
| „Hej chłopcze”                                                                             | Maryla Rodowicz                                | Andrzej Smolik                                                            | Muniek Staszczyk                                   | Jest cudnie                                         | 2008         | [ 45 ]        |
| „Hej żeglujże, żeglarzu”                                                                   | Maryla Rodowicz                                | Jan Kanty Pawluśkiewicz                                                   | tradycyjny                                         | Święty spokój                                       | 1980         | [ 11 ]        |
| „Hej żeglujże, żeglarzu”                                                                   | Maryla Rodowicz                                | Jan Kanty Pawluśkiewicz                                                   | tradycyjny                                         | Full                                                | 1991         | [ 15 ]        |
| „Hej! Dzień się budzi”                                                                     | Maryla Rodowicz                                | Katarzyna Gärtner                                                         | Jerzy Kleyny                                       | Maryla Rodowiczová                                  | 1972         | [ 46 ]        |
| „Hej, gorzej być nie może (Żyję jak król)”                                                 | Maryla Rodowicz i Bogdan Kondracki             | Jacek Lachowicz                                                           | Katarzyna Nosowska                                 | Kochać                                              | 2005         | [ 19 ]        |
| „Hej, sokoły”                                                                              | Maryla Rodowicz                                | tradycyjna                                                                | tradycyjny                                         | Marysia biesiadna                                   | 1994         | [ 35 ]        |
| „Hello”                                                                                    | Maryla Rodowicz                                | Ryszard Sygitowicz                                                        | Jacek Cygan                                        | Ach świecie…                                        | 2017         | [ 7 ]         |
| „I co, i co”                                                                               | Maryla Rodowicz                                | Andrzej Sikorowski                                                        | Andrzej Sikorowski                                 | Złota Maryla                                        | 1995         | [ 30 ]        |
| „I po co?”                                                                                 | Maryla Rodowicz                                | John Porter                                                               | Maciej Zembaty                                     | —                                                   | 1985         | [ 12 ]        |
| „I tak i nie”                                                                              | Maryla Rodowicz                                | Ryszard Szeremeta                                                         | Bogdan Lisowski                                    | —                                                   | 1989         | [ 48 ]        |
| „Idioci”                                                                                   | Maryla Rodowicz                                | Seweryn Krajewski                                                         | Agnieszka Osiecka                                  | Złota Maryla                                        | 1995         | [ 30 ]        |
| „Idzie dysc”                                                                               | Maryla Rodowicz                                | tradycyjna                                                                | tradycyjny                                         | Marysia biesiadna                                   | 1994         | [ 35 ]        |
| „Idzie noc”                                                                                | Maryla Rodowicz                                | tradycyjna                                                                | Olga Małkowska                                     | Marysia biesiadna                                   | 1994         | [ 35 ]        |
| „Ja cię mam”                                                                               | Maryla Rodowicz                                | Jacek Mikuła                                                              | Agnieszka Osiecka                                  | Buty 2                                              | 2011         | [ 43 ]        |
| „Ja z podróży”                                                                             | Maryla Rodowicz                                | Maryla Rodowicz                                                           | Agnieszka Osiecka                                  | —                                                   | 1972         | [ 4 ]         |
| „Ja z podróży”                                                                             | Maryla Rodowicz                                | Maryla Rodowicz                                                           | Agnieszka Osiecka                                  | Sowia Wola                                          | 2003         | [ 23 ]        |
| „Jadą wozy kolorowe”                                                                       | Maryla Rodowicz                                | Jerzy Ficowski                                                            | Stefan Rembowski                                   | —                                                   | 1970         | [ 14 ]        |
| „Jadą wozy kolorowe”                                                                       | Maryla Rodowicz                                | Jerzy Ficowski                                                            | Stefan Rembowski                                   | Full                                                | 1991         | [ 15 ]        |
| „Jadą wozy kolorowe” / „Ballada wagonowa” / „Zakopane” (medley)                            | Maryla Rodowicz                                | Jerzy Ficowski Andrzej Zieliński Adam Sławiński                           | Stefan Rembowski Agnieszka Osiecka Andrzej Bianusz | Maryla Rodowiczová                                  | 1972         | [ 46 ]        |
| „Jak cię miły zatrzymać”                                                                   | Maryla Rodowicz                                | Jerzy Andrzej Marek                                                       | Adam Kreczmar                                      | —                                                   | 1968         | [ 14 ]        |
| „Jak dobrze nam zdobywać góry” (lub „Jak dobrze nam (zdobywać góry)”)                      | Maryla Rodowicz                                | tradycyjna                                                                | tradycyjny                                         | Marysia biesiadna                                   | 1994         | [ 35 ]        |
| „Jak dobrze nam zdobywać góry” (lub „Jak dobrze nam (zdobywać góry)”)                      | Maryla Rodowicz                                | tradycyjna                                                                | tradycyjny                                         | tylko na singlu                                     | 2000         | [ 49 ]        |
| „Jak Harnaś umierał”                                                                       | Maryla Rodowicz                                | Katarzyna Gärtner                                                         | Ernest Bryll                                       | Wyznanie                                            | 1972         | [ 37 ]        |
| „Jaworowy most”                                                                            | Maryla Rodowicz                                | Katarzyna Gärtner                                                         | Ernest Bryll                                       | Wyznanie                                            | 1971         | [ 37 ]        |
| „Jednoaktówka jesienna z życia okulisty”                                                   | Maryla Rodowicz                                | Jerzy Satanowski                                                          | Jan Wołek                                          | —                                                   | nieznany     | [ 8 ]         |
| „Jerzy”                                                                                    | Maryla Rodowicz                                | Seweryn Krajewski                                                         | Andrzej Poniedzielski                              | Przed zakrętem                                      | 1998         | [ 16 ]        |
| „Jest cudnie”                                                                              | Maryla Rodowicz                                | Seweryn Krajewski                                                         | Magda Umer                                         | Jest cudnie                                         | 2008         | [ 45 ]        |
| „Jestem Maryla”                                                                            | Maryla Rodowicz                                | Harry Silver                                                              | Wojciech Młynarski                                 | —                                                   | 1978         | [ 17 ]        |
| „Jestem śliczna, higieniczna”                                                              | Maryla Rodowicz                                | Wiesław Tupaczewski                                                       | Agnieszka Osiecka                                  | Absolutnie nic                                      | 1991         | [ 6 ]         |
| „Jeszcze nie czas”                                                                         | Maryla Rodowicz                                | Romuald Lipko                                                             | Jacek Cygan                                        | Ach świecie…                                        | 2017         | [ 7 ]         |
| „Jeszcze przed chwilą” (lub „Jeszcze przed chwilą byłaś tu”)                               | Skaldowie i Maryla Rodowicz                    | Andrzej Zieliński                                                         | Leszek Aleksander Moczulski                        | Cała jesteś w skowronkach                           | 1969         | [ 24 ]        |
| „Jeszcze zima”                                                                             | Maryla Rodowicz                                | Adam Sławiński                                                            | Agnieszka Osiecka                                  | Żyj mój świecie                                     | 1970         | [ 5 ]         |
| „Jeszcze zima”                                                                             | Maryla Rodowicz                                | Adam Sławiński                                                            | Agnieszka Osiecka                                  | —                                                   | 1974         | [ 2 ]         |
| „Jeszcze zima”                                                                             | Maryla Rodowicz                                | Adam Sławiński                                                            | Agnieszka Osiecka                                  | Pro-Fanacja. Swa-wola 6                             | 2009         | [ 33 ]        |
| „Jezus malusieńki”                                                                         | Maryla Rodowicz                                | tradycyjna                                                                | tradycyjny                                         | 12 najpiękniejszych kolęd                           | 2001         | [ 29 ]        |
| „Jola, Ola”                                                                                | Maryla Rodowicz                                | Jerzy Filar                                                               | Jacek Cygan                                        | Złota Maryla                                        | 1995         | [ 30 ]        |
| „Już czas”                                                                                 | Maryla Rodowicz                                | Domenico Modugno                                                          | Wojciech Młynarski                                 | Karnawał 2000                                       | 1999         | [ 10 ]        |
| „Już nigdy”                                                                                | Maryla Rodowicz                                | Jerzy Petersburski                                                        | Andrzej Włast                                      | 50                                                  | 2010         | [ 3 ]         |
| „Karnawał raz w życiu”                                                                     | Maryla Rodowicz                                | Jacek Mikuła                                                              | Agnieszka Osiecka                                  | Sing-Sing                                           | 1976         | [ 40 ]        |
| „Karnawał raz w życiu”                                                                     | Maryla Rodowicz                                | Jacek Mikuła                                                              | Agnieszka Osiecka                                  | —                                                   | 1976         | [ 4 ]         |
| „Karuzela”                                                                                 | Maryla Rodowicz                                | Witold Krzemieński                                                        | Ludwik Starski                                     | 50                                                  | 2010         | [ 3 ]         |
| „Kasa – sex” (lub „Kasa i sex”)                                                            | Maryla Rodowicz                                | Andrzej Korzyński                                                         | Andrzej Korzyński                                  | —                                                   | 1986         | [ 26 ]        |
| „Kasa – sex” (lub „Kasa i sex”)                                                            | Maryla Rodowicz                                | Andrzej Korzyński                                                         | Andrzej Korzyński                                  | Polska Madonna                                      | 1986         | [ 50 ]        |
| „Katarynka”                                                                                | Maryla Rodowicz                                | Jerzy Satanowski                                                          | Agnieszka Osiecka                                  | —                                                   | 1995         | [ 4 ]         |
| „Kiedy mnie już nie będzie”                                                                | Maryla Rodowicz                                | Seweryn Krajewski                                                         | Agnieszka Osiecka                                  | Maryla Voila! Hopsasa                               | 2004         | [ 28 ]        |
| „Kiedy się dziwić przestanę”                                                               | Maryla Rodowicz                                | Czesław Niemen                                                            | Jonasz Kofta                                       | Rok                                                 | 1973         | [ 42 ]        |
| „Kiedy się dziwić przestanę”                                                               | Maryla Rodowicz                                | Czesław Niemen                                                            | Jonasz Kofta                                       | Sowia Wola                                          | 2003         | [ 23 ]        |
| „Kiedy się dziwić przestanę”                                                               | Maryla Rodowicz                                | Czesław Niemen                                                            | Jonasz Kofta                                       | Jest cudnie                                         | 2008         | [ 45 ]        |
| „Klipsy”                                                                                   | Maryla Rodowicz                                | Hanna Skalska                                                             | Kazimierz Szemioth                                 | 50                                                  | 2010         | [ 3 ]         |
| „Kochać za młodu”                                                                          | Maryla Rodowicz                                | Seweryn Krajewski                                                         | Agnieszka Osiecka                                  | Buty 2                                              | 2011         | [ 43 ]        |
| „Kocham? Nie kocham?”                                                                      | Maryla Rodowicz                                | Kenny Gamble Leon Huff                                                    | Andrzej Poniedzielski                              | Coca-Cola Music – Lato i przyjaźń                   | 1999         | [ 24 ]        |
| „Kochaniem, pragnieniem”                                                                   | Maryla Rodowicz                                | Katarzyna Gärtner                                                         | Ernest Bryll                                       | Wyznanie                                            | 1971         | [ 37 ]        |
| „Kochaniem, pragnieniem”                                                                   | Maryla Rodowicz                                | Katarzyna Gärtner                                                         | Ernest Bryll                                       | Wola 4u                                             | 2006         | [ 9 ]         |
| „Kolega maj”                                                                               | Maryla Rodowicz                                | Jan Ptaszyn Wróblewski                                                    | Agnieszka Osiecka                                  | —                                                   | 1975         | [ 4 ]         |
| „Kolęda dla rozsianych po świecie”                                                         | Maryla Rodowicz                                | Seweryn Krajewski                                                         | Jacek Cygan                                        | Gejsza nocy                                         | 1986         | [ 32 ]        |
| „Kolęda z pretensjami”                                                                     | Maryla Rodowicz                                | Marek Stefankiewicz                                                       | Agnieszka Osiecka                                  | Polska Madonna                                      | 1987         | [ 50 ]        |
| „Kolęda z pretensjami”                                                                     | Maryla Rodowicz                                | Marek Stefankiewicz                                                       | Agnieszka Osiecka                                  | Maryla Voila! Hopsasa                               | 2005         | [ 28 ]        |
| „Kolibaj się, kolibaj” (lub „Kolibajka (Kolibaj się, kolibaj)”)                            | Maryla Rodowicz                                | Katarzyna Gärtner                                                         | Ernest Bryll                                       | —                                                   | 1971         | [ 2 ]         |
| „Kolibaj się, kolibaj” (lub „Kolibajka (Kolibaj się, kolibaj)”)                            | Maryla Rodowicz                                | Katarzyna Gärtner                                                         | Ernest Bryll                                       | Marysia biesiadna                                   | 1994         | [ 35 ]        |
| „Kolorowe jarmarki”                                                                        | Maryla Rodowicz                                | Janusz Laskowski                                                          | Ryszard Ulicki                                     | Марыля Родович                                      | 1983         | [ 21 ]        |
| „Kołysanka dla okruszka”                                                                   | Maryla Rodowicz                                | Seweryn Krajewski                                                         | Agnieszka Osiecka                                  | Był sobie król                                      | 1984         | [ 25 ]        |
| „Kołysanka murzyńska”                                                                      | Maryla Rodowicz                                | George H. Clutsam                                                         | Stanisław Przesmycki                               | Był sobie król                                      | 1984         | [ 25 ]        |
| „Kołysanka w stylu mango”                                                                  | Maryla Rodowicz                                | Andrzej Korzyński                                                         | Krzysztof Gradowski                                | Pan Kleks w kosmosie                                | 1988         | [ 24 ]        |
| „Konie”                                                                                    | Maryla Rodowicz                                | Władimir Wysocki                                                          | Agnieszka Osiecka                                  | Cyrk nocą                                           | 1979         | [ 31 ]        |
| „Konie”                                                                                    | Maryla Rodowicz                                | Władimir Wysocki                                                          | Agnieszka Osiecka                                  | Maryla Voila! Hopsasa                               | 2004         | [ 28 ]        |
| „Krąży, krąży złoty pieniądz”                                                              | Maryla Rodowicz                                | Andrzej Korzyński                                                         | Jonasz Kofta                                       | —                                                   | 1977         | [ 26 ]        |
| „Krąży, krąży złoty pieniądz”                                                              | Maryla Rodowicz                                | Andrzej Korzyński                                                         | Jonasz Kofta                                       | Марыля Родович                                      | 1983         | [ 21 ]        |
| „Kropka nad…” (lub „Kropka nad i”)                                                         | Maryla Rodowicz                                | Seweryn Krajewski                                                         | Jan Wołek                                          | Niebieska Maryla                                    | 2000         | [ 52 ]        |
| „Kropka nad…” (lub „Kropka nad i”)                                                         | Maryla Rodowicz                                | Seweryn Krajewski                                                         | Jan Wołek                                          | Maryla Voila! Hopsasa                               | 2005         | [ 28 ]        |
| „Królewicze”                                                                               | Maryla Rodowicz                                | Jacek Mikuła                                                              | Agnieszka Osiecka                                  | Wsiąść do pociągu                                   | 1978         | [ 27 ]        |
| „Królewskie obietnice”                                                                     | Kombi i Maryla Rodowicz                        | Grzegorz Skawiński                                                        | Małgorzata Maliszewska                             | —                                                   | 1980         | [ 12 ]        |
| „Kryzys in the sky”                                                                        | Maryla Rodowicz                                | Andrzej Sikorowski                                                        | Andrzej Sikorowski                                 | —                                                   | 1988         | [ 48 ]        |
| „Kuplety futbolowe”                                                                        | Maryla Rodowicz                                | Buddy Kaye Ethel Lee David Hill Paul Spencer Scott Rosser Stephen Spencer | Wojciech Młynarski                                 | Karnawał 2000                                       | 1999         | [ 10 ]        |
| „La Le Lu”                                                                                 | Maryla Rodowicz                                | Heino Gaze                                                                | Anna Jankowska                                     | —                                                   | 1984         | [ 53 ]        |
| „Las”                                                                                      | Maryla Rodowicz                                | Witek Łukaszewski                                                         | Witek Łukaszewski                                  | Ach świecie…                                        | 2017         | [ 7 ]         |
| „Lato”                                                                                     | Maryla Rodowicz                                | František Janeček                                                         | Agnieszka Osiecka                                  | —                                                   | 1988         | [ 48 ]        |
| „Listopady liści”                                                                          | Maryla Rodowicz                                | Jerzy Filar                                                               | Jacek Cygan                                        | Złota Maryla                                        | 1995         | [ 30 ]        |
| „Lubię nas” (lub „Lubię nas (lubią nas)”)                                                  | Maryla Rodowicz                                | Wojciech Karolak                                                          | Agnieszka Osiecka                                  | Sing-Sing                                           | 1976         | [ 40 ]        |
| „Ludzie kocham was”                                                                        | Maryla Rodowicz                                | Wojciech Młynarski                                                        | Marian Zimiński                                    | —                                                   | 1969         | [ 14 ]        |
| „Ludzie kocham was”                                                                        | Maryla Rodowicz                                | Wojciech Młynarski                                                        | Marian Zimiński                                    | Żyj mój świecie                                     | 1970         | [ 5 ]         |
| „Ludzkie gadanie” (lub „Ludzkie gadanie (gadu gadu)”)                                      | Maryla Rodowicz i Seweryn Krajewski            | Seweryn Krajewski                                                         | Agnieszka Osiecka                                  | —                                                   | 1976         | [ 14 ]        |
| „Ludzkie gadanie” (lub „Ludzkie gadanie (gadu gadu)”)                                      | Maryla Rodowicz i Seweryn Krajewski            | Seweryn Krajewski                                                         | Agnieszka Osiecka                                  | Sing-Sing                                           | 1976         | [ 40 ]        |
| „Ludzkie gadanie” (lub „Ludzkie gadanie (gadu gadu)”)                                      | Maryla Rodowicz                                | Seweryn Krajewski                                                         | Agnieszka Osiecka                                  | Karnawał 2000                                       | 1999         | [ 10 ]        |
| „Lulajże, Jezuniu”                                                                         | Maryla Rodowicz                                | tradycyjna                                                                | tradycyjny                                         | 12 najpiękniejszych kolęd                           | 2001         | [ 29 ]        |
| „Łaska niebieska”                                                                          | Maryla Rodowicz                                | Andrzej Zieliński                                                         | Agnieszka Osiecka                                  | Cyrk nocą                                           | 1979         | [ 31 ]        |
| „Łatwopalni”                                                                               | Maryla Rodowicz                                | Robert Janson                                                             | Jacek Cygan                                        | Tribute to Agnieszka Osiecka. Łatwopalni            | 1997         | [ 4 ]         |
| „Łazik z Tormesu cz. I”                                                                    | Big Cyc, gościnnie: Maryla Rodowicz            | Big Cyc                                                                   | Wiesław Dymny                                      | Wszyscy święci                                      | 1999         | [ 24 ]        |
| „Łza na rzęsie (mi się trzęsie)”                                                           | Maryla Rodowicz                                | Andrzej Korzyński                                                         | Magda Umer                                         | Przed zakrętem                                      | 1998         | [ 16 ]        |
| „Łza na rzęsie (mi się trzęsie)”                                                           | Maryla Rodowicz                                | Andrzej Korzyński                                                         | Magda Umer                                         | Przed zakrętem (reedycja)                           | 1999         | [ 16 ]        |
| „Łza na rzęsie (mi się trzęsie)”                                                           | Maryla Rodowicz i bryska                       | Andrzej Korzyński                                                         | Magda Umer                                         | Niech żyje bal                                      | 2025         | [ 54 ]        |
| „Machina czasu”                                                                            | Maryla Rodowicz                                | Romuald Lipko                                                             | Andrzej Mogielnicki                                | Przed zakrętem                                      | 1998         | [ 16 ]        |
| „Majaczek biedaczka”                                                                       | Maryla Rodowicz                                | Andrzej Kleszczewski                                                      | Agnieszka Osiecka                                  | —                                                   | 1982         | [ 4 ]         |
| „Majaczek biedaczka”                                                                       | Maryla Rodowicz                                | Andrzej Kleszczewski                                                      | Agnieszka Osiecka                                  | Sowia Wola                                          | 2003         | [ 23 ]        |
| „Malaguena”                                                                                | Maryla Rodowicz                                | Elpidio Ramírez Pedro Galindo Galarza                                     | Ola Obarska                                        | Karnawał 2000                                       | 1999         | [ 10 ]        |
| „Malaguena”                                                                                | Maryla Rodowicz                                | Elpidio Ramírez Pedro Galindo Galarza                                     | Ola Obarska                                        | Maryla Voila! Hopsasa                               | 2005         | [ 28 ]        |
| „Małgośka” (lub „Małgośka, szkoda łez”)                                                    | Maryla Rodowicz                                | Katarzyna Gärtner                                                         | Agnieszka Osiecka                                  | —                                                   | 1973         | [ 14 ]        |
| „Małgośka” (lub „Małgośka, szkoda łez”)                                                    | Maryla Rodowicz                                | Katarzyna Gärtner                                                         | Agnieszka Osiecka                                  | Rok                                                 | 1974         | [ 42 ]        |
| „Małgośka” (lub „Małgośka, szkoda łez”)                                                    | Maryla Rodowicz                                | Katarzyna Gärtner                                                         | Agnieszka Osiecka                                  | Full                                                | 1991         | [ 15 ]        |
| „Małgośka” (lub „Małgośka, szkoda łez”)                                                    | Maryla Rodowicz                                | Katarzyna Gärtner                                                         | Agnieszka Osiecka                                  | Przed zakrętem                                      | 1998         | [ 16 ]        |
| „Małgośka” (lub „Małgośka, szkoda łez”)                                                    | Helena Vondráčková i Maryla Rodowicz           | Katarzyna Gärtner                                                         | Agnieszka Osiecka                                  | Złota Helena                                        | 2000         | [ 24 ]        |
| „Małgośka” (lub „Małgośka, szkoda łez”)                                                    | Maryla Rodowicz i Lanberry                     | Katarzyna Gärtner Jakub Galiński Lanberry                                 | Agnieszka Osiecka                                  | Niech żyje bal                                      | 2025         | [ 55 ]        |
| „Mały barek w Santa Cruz”                                                                  | Maryla Rodowicz                                | Jacek Mikuła                                                              | Agnieszka Osiecka                                  | Wsiąść do pociągu                                   | 1978         | [ 27 ]        |
| „Mały barek w Santa Cruz”                                                                  | Maryla Rodowicz                                | Jacek Mikuła                                                              | Agnieszka Osiecka                                  | —                                                   | 1978         | [ 4 ]         |
| „Mały gigant”                                                                              | Maryla Rodowicz                                | Ryszard Szeremeta                                                         | Grażyna Orlińska                                   | —                                                   | 1988         | [ 48 ]        |
| „Mały”                                                                                     | Maryla Rodowicz                                | Jerzy Matuszkiewicz                                                       | Jan Zalewski                                       | tylko na singlu                                     | 1970         | [ 20 ]        |
| „Mam to w nosie”                                                                           | Big Cyc, gościnnie: Maryla Rodowicz            | Big Cyc                                                                   | Wiesław Dymny                                      | Wszyscy święci                                      | 1999         | [ 24 ]        |
| „Maria Consulea”                                                                           | Maryla Rodowicz                                | Henri Dès                                                                 | Jerzy Kleyny                                       | —                                                   | 1970         | [ 13 ]        |
| „Marmolada”                                                                                | Maryla Rodowicz                                | Seweryn Krajewski                                                         | Adam Kreczmar                                      | Był sobie król                                      | 1984         | [ 25 ]        |
| „Marusia”                                                                                  | Maryla Rodowicz                                | Marcin Nierubiec                                                          | Jacek Cygan                                        | Życie ładna rzecz                                   | 2002         | [ 1 ]         |
| „Mercedes Benz”                                                                            | Maryla Rodowicz                                | Janis Joplin                                                              | Dariusz Józefowicz                                 | Wola 4u                                             | 2006         | [ 9 ]         |
| „Mercedes Benz v. 2”                                                                       | Maryla Rodowicz                                | Janis Joplin                                                              | Dariusz Józefowicz                                 | Wola 4u                                             | 2006         | [ 9 ]         |
| „Mędrcy świata, monarchowie”                                                               | Maryla Rodowicz                                | Zygmunt Odelgiewicz                                                       | Stefan Bortkiewicz                                 | 12 najpiękniejszych kolęd                           | 2001         | [ 29 ]        |
| „Męskie piekło”                                                                            | Maryla Rodowicz                                | Ryszard Szeremeta                                                         | Elżbieta Horbaczewska                              | —                                                   | 1988         | [ 48 ]        |
| „Miała baba koguta”                                                                        | Maryla Rodowicz                                | tradycyjna                                                                | tradycyjny                                         | Marysia biesiadna                                   | 1994         | [ 35 ]        |
| „Miły mój”                                                                                 | Maryla Rodowicz                                | František Janeček                                                         | Agnieszka Osiecka                                  | —                                                   | 1988         | [ 48 ]        |
| „Mława” (lub „Siedzę w Mławie”)                                                            | Maryla Rodowicz                                | Seweryn Krajewski                                                         | Agnieszka Osiecka                                  | —                                                   | 1982         | [ 4 ]         |
| „Moja Europo”                                                                              | Maryla Rodowicz                                | Katarzyna Gärtner                                                         | Andrzej Poniedzielski                              | Przed zakrętem                                      | 1998         | [ 16 ]        |
| „Moja i twoja nadzieja ’97”                                                                | Hey i goście                                   | Piotr Banach                                                              | Katarzyna Nosowska                                 | tylko na singlu                                     | 1997         | [ 56 ]        |
| „Moja mama jest przy forsie”                                                               | Maryla Rodowicz                                | Jan Ptaszyn Wróblewski                                                    | Agnieszka Osiecka                                  | Sing-Sing                                           | 1976         | [ 40 ]        |
| „Mój chłopiec piłkę kopie” (lub „Mój chłopak”)                                             | Maryla Rodowicz                                | Jerzy Harald                                                              | Eugenia Wnukowska                                  | tylko na singlu                                     | 1973         | [ 57 ]        |
| „Mój chłopiec piłkę kopie” (lub „Mój chłopak”)                                             | Maryla Rodowicz                                | Jerzy Harald                                                              | Eugenia Wnukowska                                  | 50                                                  | 2010         | [ 3 ]         |
| „Mówiły mu”                                                                                | Maryla Rodowicz                                | Stefan Rembowski                                                          | Andrzej Bianusz                                    | —                                                   | 1969         | [ 14 ]        |
| „Mówiły mu”                                                                                | Maryla Rodowicz                                | Stefan Rembowski                                                          | Andrzej Bianusz                                    | Żyj mój świecie                                     | 1970         | [ 5 ]         |
| „Na brudno”                                                                                | Maryla Rodowicz                                | Seweryn Krajewski                                                         | Marek Biszczanik                                   | Życie ładna rzecz                                   | 2002         | [ 1 ]         |
| „Na dworze jest mrok”                                                                      | Maryla Rodowicz                                | tradycyjna                                                                | Jerzy Skokowski Stanisław Grzesiuk                 | Karnawał 2000                                       | 1999         | [ 10 ]        |
| „Na kudłatej pufie”                                                                        | Maryla Rodowicz                                | Seweryn Krajewski                                                         | Marek Biszczanik                                   | Życie ładna rzecz                                   | 2002         | [ 1 ]         |
| „Na nudnym party w Gwadelupie”                                                             | Maryla Rodowicz                                | Janusz Grzywacz                                                           | Magdalena Wojtaszewska                             | —                                                   | 1983         | [ 12 ]        |
| „Na odległość”                                                                             | Maryla Rodowicz                                | Jacek Wąsowski Jerzy Runowski                                             | Jacek Cygan                                        | Jest cudnie                                         | 2008         | [ 45 ]        |
| „Na straganie”                                                                             | Maryla Rodowicz                                | Seweryn Krajewski                                                         | Jan Brzechwa                                       | Był sobie król                                      | 1984         | [ 25 ]        |
| „Na Wojtusia”                                                                              | Maryla Rodowicz                                | tradycyjna                                                                | Janina Porazińska                                  | Był sobie król                                      | 1984         | [ 25 ]        |
| „Nadzieja”                                                                                 | Maryla Rodowicz                                | Jacek Mikuła                                                              | Agnieszka Osiecka                                  | Buty 2                                              | 2011         | [ 43 ]        |
| „Najgłębsza z cisz”                                                                        | Maryla Rodowicz                                | Jerzy Matuszkiewicz                                                       | Jan Zalewski                                       | —                                                   | 1971         | [ 13 ]        |
| „Najlepszy narkotyk”                                                                       | Maryla Rodowicz                                | Andrzej Sikorowski                                                        | Andrzej Sikorowski                                 | Absolutnie nic (reedycja)                           | 1992         | [ 36 ]        |
| „Największa miłość, najcięższy grzech”                                                     | Maryla Rodowicz                                | Tadeusz Krok                                                              | Tadeusz Krok                                       | Złota Maryla                                        | 1995         | [ 30 ]        |
| „Największa miłość, najcięższy grzech”                                                     | Maryla Rodowicz                                | Tadeusz Krok                                                              | Tadeusz Krok                                       | Wola 4u                                             | 2006         | [ 9 ]         |
| „Napisy końcowe”                                                                           | Maryla Rodowicz                                | Marcin Macuk                                                              | —                                                  | Kochać                                              | 2005         | [ 19 ]        |
| „Napoleon nr 5”                                                                            | Lassie wróć                                    | Andrzej Kleszczewski                                                      | Jacek Bieleński                                    | —                                                   | 1983         | [ 12 ]        |
| „Nasza mama”                                                                               | Maryla Rodowicz, Ada Rusowicz i Wojciech Korda | Wojciech Korda                                                            | Agnieszka Osiecka                                  | —                                                   | 1974         | [ 58 ]        |
| „Nawet i nie tuzy”                                                                         | Maryla Rodowicz                                | Jerzy Wasowski                                                            | Jeremi Przybora                                    | —                                                   | 1981         | [ 17 ]        |
| „Neony”                                                                                    | Cleo, gościnnie: Maryla Rodowicz               | DobroBit                                                                  | Cleo                                               | vinyLOVA                                            | 2021         | [ 39 ]        |
| „Nie budź się”                                                                             | Maryla Rodowicz                                | Janusz Grzywacz                                                           | Magdalena Wojtaszewska                             | —                                                   | 1983         | [ 12 ]        |
| „Nie liczy się nic”                                                                        | Maryla Rodowicz                                | Andrzej Smolik                                                            | Magda Umer                                         | Jest cudnie                                         | 2008         | [ 45 ]        |
| „Nie ma jak pompa”                                                                         | Maryla Rodowicz                                | Jacek Mikuła                                                              | Agnieszka Osiecka                                  | —                                                   | 1977         | [ 26 ]        |
| „Nie ma jak pompa”                                                                         | Maryla Rodowicz                                | Jacek Mikuła                                                              | Agnieszka Osiecka                                  | Wsiąść do pociągu                                   | 1978         | [ 27 ]        |
| „Nie ma jak pompa”                                                                         | Maryla Rodowicz                                | Jacek Mikuła                                                              | Agnieszka Osiecka                                  | Życie ładna rzecz                                   | 2002         | [ 1 ]         |
| „Nie ma jak pompa”                                                                         | Maryla Rodowicz i Ralph Kaminski               | Jacek Mikuła                                                              | Agnieszka Osiecka                                  | Niech żyje bal                                      | 2025         | [ 59 ]        |
| „Nie nie, tak tak”                                                                         | Maryla Rodowicz                                | Jacek Wąsowski                                                            | Jacek Wąsowski                                     | Sowia Wola                                          | 2003         | [ 23 ]        |
| „Nie oczekuję dziś nikogo”                                                                 | Maryla Rodowicz                                | Witold Lutosławski                                                        | Zbigniew Kaszkur Zbigniew Zapert                   | 50                                                  | 2010         | [ 3 ]         |
| „Nie przepraszam za nic”                                                                   | Maryla Rodowicz                                | Adam Abramek Paweł Sot                                                    | Andrzej Mogielnicki                                | Przed zakrętem                                      | 1998         | [ 16 ]        |
| „Nie przepraszam za nic”                                                                   | Maryla Rodowicz                                | Adam Abramek Paweł Sot                                                    | Andrzej Mogielnicki                                | Sowia Wola                                          | 2003         | [ 23 ]        |
| „Nie wiem, czy wytrzymasz ze mną mały”                                                     | Maryla Rodowicz                                | Andrzej Korzyński                                                         | Andrzej Korzyński                                  | —                                                   | 1986         | [ 26 ]        |
| „Nie wiem, czy wytrzymasz ze mną mały”                                                     | Maryla Rodowicz                                | Andrzej Korzyński                                                         | Andrzej Korzyński                                  | Polska Madonna                                      | 1986         | [ 50 ]        |
| „Niech żyje bal”                                                                           | Maryla Rodowicz                                | Seweryn Krajewski                                                         | Agnieszka Osiecka                                  | Gejsza nocy                                         | 1984         | [ 32 ]        |
| „Niech żyje bal”                                                                           | Maryla Rodowicz                                | Seweryn Krajewski                                                         | Agnieszka Osiecka                                  | Full                                                | 1991         | [ 15 ]        |
| „Niedziela z aniołem” (lub „Niedziela z aniołami”)                                         | Maryla Rodowicz                                | Andrzej Sikorowski                                                        | Andrzej Sikorowski                                 | Polska Madonna                                      | 1987         | [ 50 ]        |
| „Niedziela z aniołem” (lub „Niedziela z aniołami”)                                         | Maryla Rodowicz                                | Andrzej Sikorowski                                                        | Andrzej Sikorowski                                 | Pro-Fanacja. Swa-wola 6                             | 2009         | [ 33 ]        |
| „Niekonsekwencja”                                                                          | Maryla Rodowicz                                | Andrzej Zieliński                                                         | Adam Kreczmar                                      | —                                                   | 1979         | [ 17 ]        |
| „Nielojalność”                                                                             | Maryla Rodowicz                                | Andrzej Zieliński                                                         | Adam Kreczmar                                      | —                                                   | 1979         | [ 17 ]        |
| „Niepozorny pan”                                                                           | Maryla Rodowicz                                | Marek Grechuta                                                            | Leszek Aleksander Moczulski                        | Wyznanie                                            | 1971         | [ 37 ]        |
| „Niesmak”                                                                                  | Maryla Rodowicz                                | Andrzej Zieliński                                                         | Adam Kreczmar                                      | —                                                   | 1979         | [ 17 ]        |
| „Nietakt”                                                                                  | Maryla Rodowicz                                | Andrzej Zieliński                                                         | Adam Kreczmar                                      | Cyrk nocą                                           | 1979         | [ 31 ]        |
| „Nietakt”                                                                                  | Maryla Rodowicz                                | Andrzej Zieliński                                                         | Adam Kreczmar                                      | Maryla Voila! Hopsasa                               | 2005         | [ 28 ]        |
| „Nietolerancja”                                                                            | Maryla Rodowicz                                | Andrzej Zieliński                                                         | Adam Kreczmar                                      | —                                                   | 1979         | [ 17 ]        |
| „Nietolerancja”                                                                            | Maryla Rodowicz                                | Andrzej Zieliński                                                         | Adam Kreczmar                                      | Polska Madonna                                      | 1987         | [ 50 ]        |
| „Nietolerancja”                                                                            | Maryla Rodowicz                                | Andrzej Zieliński                                                         | Adam Kreczmar                                      | Seventh Vol.: Samo-Wola                             | 2010         | [ 22 ]        |
| „Nikt nam nie strzeli”                                                                     | Maryla Rodowicz i T-raperzy znad Wisły         | Piotr Gąssowski                                                           | Grzegorz Wasowski                                  | —                                                   | 2001         | [ 58 ]        |
| „Nikt z nas nie powinien być sam”                                                          | Maryla Rodowicz                                | Dean Dyson                                                                | Katarzyna Nosowska                                 | Kochać                                              | 2005         | [ 19 ]        |
| „Nocny sufit”                                                                              | Maryla Rodowicz                                | Seweryn Krajewski                                                         | Marek Dutkiewicz                                   | Wola 4u                                             | 2006         | [ 9 ]         |
| „Nocny sufit”                                                                              | Maryla Rodowicz                                | Seweryn Krajewski                                                         | Marek Dutkiewicz                                   | Jest cudnie                                         | 2008         | [ 45 ]        |
| „O jejku, jejku”                                                                           | Maryla Rodowicz                                | Katarzyna Gärtner                                                         | Tadeusz Kijonka                                    | Spotkanie dobrych znajomych                         | 1984         | [ 24 ]        |
| „O jejku, jejku”                                                                           | Maryla Rodowicz                                | Katarzyna Gärtner                                                         | Tadeusz Kijonka                                    | Był sobie król                                      | 1985         | [ 25 ]        |
| „Od wysokich słońc”                                                                        | Maryla Rodowicz                                | Andrzej Korzyński                                                         | Jonasz Kofta                                       | —                                                   | 1978         | [ 17 ]        |
| „Odpowie ci wiatr”                                                                         | Maryla Rodowicz                                | Bob Dylan                                                                 | Andrzej Bianusz                                    | —                                                   | 1968         | [ 13 ]        |
| „Odpowie ci wiatr”                                                                         | Maryla Rodowicz                                | Bob Dylan                                                                 | Andrzej Bianusz                                    | Sowia Wola                                          | 2003         | [ 23 ]        |
| „Oj kot!”                                                                                  | różni                                          | Piotr Rubik                                                               | Paweł Ligo                                         | Zemsta                                              | 2002         | [ 24 ]        |
| „Oj, maluśki, maluśki”                                                                     | Maryla Rodowicz                                | tradycyjna                                                                | tradycyjny                                         | 12 najpiękniejszych kolęd                           | 2001         | [ 29 ]        |
| „Okrągły tydzień”                                                                          | Maryla Rodowicz                                | Andrzej Korzyński                                                         | Jonasz Kofta                                       | —                                                   | 1978         | [ 17 ]        |
| „Okrągły tydzień”                                                                          | Maryla Rodowicz                                | Andrzej Korzyński                                                         | Jonasz Kofta                                       | Pro-Fanacja. Swa-wola 6                             | 2009         | [ 33 ]        |
| „Opera mydlana”                                                                            | Maryla Rodowicz                                | Andrzej Korzyński                                                         | Dorota Czupkiewicz                                 | Przed zakrętem                                      | 1998         | [ 16 ]        |
| „Orły, brojlery”                                                                           | Maryla Rodowicz                                | Jacek Mikuła                                                              | Jan Wołek                                          | Absolutnie nic (reedycja)                           | 1992         | [ 36 ]        |
| „Osiedlowy klub samotnych serc”                                                            | Maryla Rodowicz                                | Jacek Mikuła                                                              | Agnieszka Osiecka                                  | Wsiąść do pociągu                                   | 1978         | [ 27 ]        |
| „Ostatnia stacja rezygnacja”                                                               | Maryla Rodowicz i Marek Grechuta               | Jan Kanty Pawluśkiewicz Marek Grechuta                                    | Stanisław Ignacy Witkiewicz                        | Szalona lokomotywa                                  | 1977         | [ 24 ]        |
| „Oto ja – oto on”                                                                          | Maryla Rodowicz i Marek Grechuta               | Jan Kanty Pawluśkiewicz Marek Grechuta                                    | Stanisław Ignacy Witkiewicz                        | Szalona lokomotywa                                  | 1977         | [ 24 ]        |
| „Pa, tato, pa”                                                                             | Maryla Rodowicz                                | Jerzy Wasowski                                                            | Jeremi Przybora                                    | —                                                   | 1981         | [ 17 ]        |
| „Pani goździkowa”                                                                          | Maryla Rodowicz                                | Bogdan Kondracki Piotr Mańkowski                                          | Jacek Cygan                                        | Mundialowa Maryla                                   | 2006         | [ 60 ]        |
| „Panie nasz, panie ich”                                                                    | Maryla Rodowicz                                | Andrzej Smolik                                                            | Magda Umer                                         | Jest cudnie                                         | 2008         | [ 45 ]        |
| „Panowie, szanujcie artystki”                                                              | Maryla Rodowicz                                | Jan Ptaszyn Wróblewski                                                    | Agnieszka Osiecka                                  | —                                                   | 1978         | [ 17 ]        |
| „Pejzaż horyzontalny”                                                                      | Maryla Rodowicz                                | Jan Kanty Pawluśkiewicz                                                   | Wiesław Dymny                                      | Święty spokój                                       | 1980         | [ 11 ]        |
| „Pejzaż horyzontalny”                                                                      | Maryla Rodowicz                                | Jan Kanty Pawluśkiewicz                                                   | Wiesław Dymny                                      | Pro-Fanacja. Swa-wola 6                             | 2009         | [ 33 ]        |
| „Pełnia”                                                                                   | Donatan i Maryla Rodowicz                      | Donatan                                                                   | Cleo                                               | tylko na singlu                                     | 2015         | [ 61 ]        |
| „Pierwszy siwy włos”                                                                       | Maryla Rodowicz                                | Henryk Hubertus Jabłoński                                                 | Kazimierz Winkler                                  | 50                                                  | 2010         | [ 3 ]         |
| „Pieśń miłości”                                                                            | Maryla Rodowicz                                | Seweryn Krajewski                                                         | Agnieszka Osiecka                                  | Buty 2                                              | 2011         | [ 43 ]        |
| „Pieśń o żołnierzach z Westerplatte” (lub „Westerplatte”)                                  | Maryla Rodowicz                                | Benedykt Konowalski                                                       | Konstanty Ildefons Gałczyński                      | Rok                                                 | 1974         | [ 42 ]        |
| „Piękny dzień”                                                                             | Maryla Rodowicz                                | Victor Davies                                                             | Kayah                                              | Jest cudnie                                         | 2008         | [ 45 ]        |
| „Pij z kim trzeba (Zostaniesz gwiazdą)”                                                    | Maryla Rodowicz                                | Mariusz Szypura Ania Dąbrowska                                            | Katarzyna Nosowska                                 | Kochać                                              | 2005         | [ 19 ]        |
| „Piosenka dla bankruta”                                                                    | Maryla Rodowicz                                | Andrzej Smolik                                                            | Marek Biszczanik                                   | Jest cudnie (reedycja)                              | 2008         | [ 44 ]        |
| „Piosenka dla przyjaciela”                                                                 | Maryla Rodowicz                                | Andrzej Brzeski                                                           | Andrzej Brzeski                                    | Ach świecie…                                        | 2017         | [ 7 ]         |
| „Piosenka przeciw zasypianiu”                                                              | Maryla Rodowicz                                | Jacek Mikuła                                                              | Agnieszka Osiecka                                  | Rok                                                 | 1974         | [ 42 ]        |
| „Piosenka zakochanej muzy”                                                                 | Maryla Rodowicz                                | Witold Gernand                                                            | Elżbieta Kowalczyk                                 | Przed zakrętem (reedycja)                           | 1999         | [ 16 ]        |
| „Płaczmy razem”                                                                            | Maryla Rodowicz                                | Jacek Mikuła                                                              | Agnieszka Osiecka                                  | Wsiąść do pociągu                                   | 1978         | [ 27 ]        |
| „Płaczmy razem”                                                                            | Maryla Rodowicz                                | Jacek Mikuła                                                              | Agnieszka Osiecka                                  | Sowia Wola                                          | 2003         | [ 23 ]        |
| „Płonie ognisko”                                                                           | Maryla Rodowicz                                | Jerzy Braun                                                               | Jerzy Braun                                        | Marysia biesiadna                                   | 1994         | [ 35 ]        |
| „Po co mi dnie (Nie ma cię bardziej niż zwykle)”                                           | Maryla Rodowicz                                | Paweł Krawczyk                                                            | Katarzyna Nosowska                                 | Kochać                                              | 2005         | [ 19 ]        |
| „Po naszej stronie gwiazd”                                                                 | Maryla Rodowicz                                | Piotr Figiel                                                              | Agnieszka Osiecka                                  | —                                                   | 1979         | [ 4 ]         |
| „Pod niebami”                                                                              | Maryla Rodowicz                                | Seweryn Krajewski                                                         | Agnieszka Osiecka                                  | Maryla Voila! Hopsasa                               | 2004         | [ 28 ]        |
| „Podróż Reksia”                                                                            | Maryla Rodowicz                                | Jacek Mikuła                                                              | Lidia Skarżyńska                                   | Spotkanie dobrych znajomych                         | 1984         | [ 24 ]        |
| „Podzielcie się”                                                                           | Maryla Rodowicz                                | Małgorzata Kamińska                                                       | Kalina Jerzykowska                                 | —                                                   | 1988         | [ 48 ]        |
| „Podzielcie się”                                                                           | Maryla Rodowicz                                | Małgorzata Kamińska                                                       | Kalina Jerzykowska                                 | Maryla Voila! Hopsasa                               | 2005         | [ 28 ]        |
| „Pojednajcie mu się”                                                                       | Maryla Rodowicz                                | Katarzyna Gärtner Maryla Rodowicz                                         | Ernest Bryll                                       | Wyznanie                                            | 1972         | [ 37 ]        |
| „Pokonamy fale”                                                                            | Polscy Artyści dla Azji                        | Romuald Lipko                                                             | Jacek Cygan                                        | tylko na singlu                                     | 2005         | [ 62 ]        |
| „Polna droga”                                                                              | Maryla Rodowicz                                | Bill Danoff Taffy Nivert John Denver                                      | Agnieszka Osiecka                                  | —                                                   | 1974         | [ 63 ]        |
| „Polska Madonna”                                                                           | Maryla Rodowicz                                | Andrzej Sikorowski                                                        | Agnieszka Osiecka                                  | Polska Madonna                                      | 1987         | [ 50 ]        |
| „Pomnę jak niegdyś”                                                                        | Maryla Rodowicz                                | Marek Grechuta                                                            | Stanisław Ignacy Witkiewicz                        | Szalona lokomotywa                                  | 1977         | [ 24 ]        |
| „Powiadają, żem jest ładna”                                                                | Maryla Rodowicz                                | Katarzyna Gärtner                                                         | Małgorzata Goraj                                   | Święty spokój                                       | 1982         | [ 11 ]        |
| „Powiadają, żem jest ładna”                                                                | Maryla Rodowicz                                | Katarzyna Gärtner                                                         | Małgorzata Goraj                                   | Marysia biesiadna                                   | 1994         | [ 35 ]        |
| „Pójdźmy wszyscy do stajenki”                                                              | Maryla Rodowicz                                | tradycyjna                                                                | tradycyjny                                         | 12 najpiękniejszych kolęd                           | 2001         | [ 29 ]        |
| „Pół oddechu”                                                                              | Maryla Rodowicz                                | Andrzej Smolik                                                            | Katarzyna Nosowska                                 | Jest cudnie                                         | 2008         | [ 45 ]        |
| „Proszę sądu”                                                                              | Maryla Rodowicz                                | Jacek Mikuła                                                              | Agnieszka Osiecka                                  | —                                                   | 1977         | [ 4 ]         |
| „Prośba”                                                                                   | Maryla Rodowicz                                | Witek Łukaszewski                                                         | Witek Łukaszewski                                  | Ach świecie…                                        | 2017         | [ 7 ]         |
| „Przecież wiesz, że kocham”                                                                | Maryla Rodowicz                                | Jacek Wąsowski                                                            | Jacek Wąsowski                                     | Złota Maryla                                        | 1995         | [ 30 ]        |
| „Przecież wiesz, że kocham”                                                                | Maryla Rodowicz                                | Jacek Wąsowski                                                            | Jacek Wąsowski                                     | Wola 4u                                             | 2006         | [ 9 ]         |
| „Przy stole siądź”                                                                         | Maryla Rodowicz                                | Witek Łukaszewski                                                         | Witek Łukaszewski                                  | Ach świecie…                                        | 2017         | [ 7 ]         |
| „Przybieżeli do Betlejem”                                                                  | Maryla Rodowicz                                | tradycyjna                                                                | tradycyjny                                         | 12 najpiękniejszych kolęd                           | 2001         | [ 29 ]        |
| „Przybyli ułani pod okienko”                                                               | Maryla Rodowicz                                | Feliks Gwiżdż                                                             | Feliks Gwiżdż                                      | Marysia biesiadna                                   | 1994         | [ 35 ]        |
| „Przybyli ułani pod okienko”                                                               | Maryla Rodowicz                                | Feliks Gwiżdż                                                             | Feliks Gwiżdż                                      | Nasza Niepodległa                                   | 2008         | [ 64 ]        |
| „Przyjaciel”                                                                               | Rafał Olbrychski i Maryla Rodowicz             | Rafał Olbrychski                                                          | Wojciech Młynarski                                 | Tatango                                             | 2009         | [ 65 ]        |
| „Przyjdzie chmura chmur”                                                                   | Maryla Rodowicz                                | Jacek Mikuła Maryla Rodowicz                                              | Jonasz Kofta                                       | Rok                                                 | 1974         | [ 42 ]        |
| „Przyjdzie chmura chmur”                                                                   | Maryla Rodowicz                                | Jacek Mikuła Maryla Rodowicz                                              | Jonasz Kofta                                       | Pro-Fanacja. Swa-wola 6                             | 2009         | [ 33 ]        |
| „Przyśpiewki hinduskie”                                                                    | Maryla Rodowicz                                | Maryla Rodowicz                                                           | Agnieszka Osiecka                                  | Wyznanie                                            | 1971         | [ 37 ]        |
| „Przytul mnie”                                                                             | Kombi i Maryla Rodowicz                        | Sławomir Łosowski                                                         | Marek Dutkiewicz                                   | —                                                   | 1980         | [ 26 ]        |
| „Pszczoły na wrotkach”                                                                     | Maryla Rodowicz                                | Jacek Mikuła                                                              | Lidia Skarżyńska                                   | Spotkanie dobrych znajomych                         | 1984         | [ 24 ]        |
| „Pszczoły na wrotkach”                                                                     | Maryla Rodowicz                                | Jacek Mikuła                                                              | Lidia Skarżyńska                                   | Był sobie król                                      | 1985         | [ 25 ]        |
| „Radio Ga Ga”                                                                              | Maryla Rodowicz                                | Roger Taylor                                                              | Bożena Kraczkowska                                 | Seventh Vol.: Samo-Wola                             | 2010         | [ 22 ]        |
| „Radosna niepodległość”                                                                    | różni                                          | Krzysztof Herdzin                                                         | Roman Kołakowski                                   | Nasza Niepodległa                                   | 2008         | [ 64 ]        |
| „Rajski deser”                                                                             | Maryla Rodowicz i Marek Grechuta               | Marek Grechuta                                                            | Agnieszka Osiecka                                  | Maryla Rodowicz i Marek Grechuta                    | 1977         | [ 38 ]        |
| „Razem bałwany”                                                                            | Maryla Rodowicz                                | Felix Bernard                                                             | Andrzej Sikorowski                                 | —                                                   | 1990         | [ 53 ]        |
| „Remedium”                                                                                 | Maryla Rodowicz                                | Seweryn Krajewski                                                         | Magda Czapińska                                    | —                                                   | 1978         | [ 47 ]        |
| „Remedium”                                                                                 | Maryla Rodowicz                                | Seweryn Krajewski                                                         | Magda Czapińska                                    | Wsiąść do pociągu                                   | 1978         | [ 27 ]        |
| „Remedium”                                                                                 | Maryla Rodowicz                                | Seweryn Krajewski                                                         | Magda Czapińska                                    | Full                                                | 1991         | [ 15 ]        |
| „Rozmowa poety z komornikiem”                                                              | Maryla Rodowicz                                | Seweryn Krajewski                                                         | Agnieszka Osiecka                                  | —                                                   | 1982         | [ 4 ]         |
| „Rozmowa poety z komornikiem”                                                              | Maryla Rodowicz                                | Seweryn Krajewski                                                         | Agnieszka Osiecka                                  | Polska Madonna                                      | 1987         | [ 50 ]        |
| „Rozmowa przez ocean”                                                                      | Maryla Rodowicz                                | Andrzej Sikorowski                                                        | Andrzej Sikorowski                                 | —                                                   | 1986         | [ 47 ]        |
| „Rozmowa przez ocean”                                                                      | Maryla Rodowicz                                | Andrzej Sikorowski                                                        | Andrzej Sikorowski                                 | Polska Madonna                                      | 1986         | [ 50 ]        |
| „Rozmowa przez ocean”                                                                      | Maryla Rodowicz                                | Andrzej Sikorowski                                                        | Andrzej Sikorowski                                 | Full                                                | 1991         | [ 15 ]        |
| „Rozstanie z morzem”                                                                       | Maryla Rodowicz                                | Henryk Jabłoński                                                          | Jacek Kasprowy                                     | 50                                                  | 2010         | [ 3 ]         |
| „Roztańczę w sobie świat”                                                                  | Maryla Rodowicz                                | Sławomir Sokołowski                                                       | Jacek Cygan                                        | tylko na singlu                                     | 2003         | [ 20 ]        |
| „Roztańczę w sobie świat”                                                                  | Maryla Rodowicz                                | Sławomir Sokołowski                                                       | Jacek Cygan                                        | —                                                   | 2003         | [ 66 ]        |
| „Rumba o gitarze”                                                                          | Maryla Rodowicz                                | Witek Łukaszewski                                                         | Witek Łukaszewski                                  | Ach świecie…                                        | 2017         | [ 7 ]         |
| „Sama chciała”                                                                             | Maryla Rodowicz                                | Seweryn Krajewski                                                         | Agnieszka Osiecka                                  | Święty spokój                                       | 1982         | [ 11 ]        |
| „Seledynowa lampka”                                                                        | Maryla Rodowicz                                | Katarzyna Gärtner                                                         | Marek Biszczanik                                   | Przed zakrętem                                      | 1998         | [ 16 ]        |
| „Seledynowa lampka”                                                                        | Maryla Rodowicz                                | Katarzyna Gärtner                                                         | Marek Biszczanik                                   | Seventh Vol.: Samo-Wola                             | 2010         | [ 22 ]        |
| „Sen o wannie”                                                                             | Maryla Rodowicz                                | Andrzej Sikorowski                                                        | Andrzej Sikorowski                                 | Gejsza nocy                                         | 1984         | [ 32 ]        |
| „Serdeczny mój”                                                                            | Maryla Rodowicz                                | Jacek Mikuła                                                              | Agnieszka Osiecka                                  | —                                                   | 1977         | [ 4 ]         |
| „Serduszko puka w rytmie cha-cha”                                                          | Maryla Rodowicz                                | Romuald Żyliński                                                          | Janusz Odrowąż                                     | 50                                                  | 2010         | [ 3 ]         |
| „Seweryn K.” (lub „Byłam stara”)                                                           | Maryla Rodowicz                                | Seweryn Krajewski                                                         | Agnieszka Osiecka                                  | Gejsza nocy                                         | 1983         | [ 32 ]        |
| „Sing-Sing”                                                                                | Maryla Rodowicz                                | Jacek Mikuła                                                              | Agnieszka Osiecka                                  | —                                                   | 1976         | [ 26 ]        |
| „Sing-Sing”                                                                                | Maryla Rodowicz                                | Jacek Mikuła                                                              | Agnieszka Osiecka                                  | Sing-Sing                                           | 1976         | [ 40 ]        |
| „Sing-Sing”                                                                                | Maryla Rodowicz                                | Jacek Mikuła                                                              | Agnieszka Osiecka                                  | Full                                                | 1991         | [ 15 ]        |
| „Sing-Sing”                                                                                | Maryla Rodowicz i Mrozu                        | Jacek Mikuła                                                              | Agnieszka Osiecka                                  | Niech żyje bal                                      | 2024         | [ 67 ]        |
| „Skandal”                                                                                  | Maryla Rodowicz                                | Andrzej Sikorowski                                                        | Andrzej Sikorowski                                 | Absolutnie nic                                      | 1991         | [ 6 ]         |
| „Skandal”                                                                                  | Maryla Rodowicz                                | Andrzej Sikorowski                                                        | Andrzej Sikorowski                                 | Pro-Fanacja. Swa-wola 6                             | 2009         | [ 33 ]        |
| „Słuchaj kropli”                                                                           | Maryla Rodowicz                                | Andrzej Korzyński                                                         | Jonasz Kofta                                       | —                                                   | 1978         | [ 17 ]        |
| „Spłukane serca”                                                                           | Maryla Rodowicz                                | Witek Łukaszewski                                                         | Witek Łukaszewski                                  | Ach świecie…                                        | 2017         | [ 7 ]         |
| „Sprawa picia”                                                                             | Pectus, gościnnie: Maryla Rodowicz             | Tomasz Szczepanik                                                         | Tomasz Szczepanik                                  | Kobiety                                             | 2015         | [ 68 ]        |
| „Sto koni”                                                                                 | Maryla Rodowicz                                | Jacek Mikuła                                                              | Agnieszka Osiecka                                  | —                                                   | 1977         | [ 4 ]         |
| „Szalona motorniczy”                                                                       | Lassie wróć                                    | Lassie wróć                                                               | Jacek Bieleński                                    | —                                                   | 1983         | [ 12 ]        |
| „Szła dzieweczka do laseczka”                                                              | Maryla Rodowicz                                | tradycyjna                                                                | tradycyjny                                         | Marysia biesiadna                                   | 1994         | [ 35 ]        |
| „Szparka sekretarka”                                                                       | Maryla Rodowicz                                | Andrzej Korzyński                                                         | Jan Wołek                                          | Gejsza nocy                                         | 1983         | [ 32 ]        |
| „Średni wiek, średni gest”                                                                 | Maryla Rodowicz                                | Jacek Mikuła                                                              | Agnieszka Osiecka                                  | Sing-Sing                                           | 1976         | [ 40 ]        |
| „Święty spokój” (lub „Leżę pod gruszą”)                                                    | Maryla Rodowicz                                | Seweryn Krajewski                                                         | Magda Czapińska                                    | —                                                   | 1980         | [ 47 ]        |
| „Święty spokój” (lub „Leżę pod gruszą”)                                                    | Maryla Rodowicz                                | Seweryn Krajewski                                                         | Magda Czapińska                                    | Święty spokój                                       | 1982         | [ 11 ]        |
| „Święty spokój” (lub „Leżę pod gruszą”)                                                    | Maryla Rodowicz                                | Seweryn Krajewski                                                         | Magda Czapińska                                    | Full                                                | 1991         | [ 15 ]        |
| „Tadam”                                                                                    | Maryla Rodowicz                                | Witek Łukaszewski                                                         | Witek Łukaszewski                                  | Ach świecie…                                        | 2017         | [ 7 ]         |
| „Tak czy nie”                                                                              | Maryla Rodowicz                                | Aleksandr Maksimov Paweł Derentowicz Piotr Siegel                         | Magda Czapińska                                    | —                                                   | 2003         | [ 8 ]         |
| „Tak malutko”                                                                              | Maryla Rodowicz                                | Seweryn Krajewski                                                         | Marek Biszczanik                                   | Życie ładna rzecz                                   | 2002         | [ 1 ]         |
| „Tak nam słodko, tak nam gorzko”                                                           | Maryla Rodowicz                                | Romuald Lipko                                                             | Bogdan Olewicz                                     | Przed zakrętem                                      | 1998         | [ 16 ]        |
| „Tak naprawdę nie dzieje się nic”                                                          | Maryla Rodowicz                                | Grzegorz Turnau                                                           | Michał Zabłocki                                    | Absolutnie nic                                      | 1991         | [ 6 ]         |
| „Takiego męża mi dajcie”                                                                   | Maryla Rodowicz                                | Andrzej Zieliński                                                         | Agnieszka Osiecka                                  | —                                                   | 1977         | [ 4 ]         |
| „Tango na głos, orkiestrę i jeszcze jeden głos” (lub „Tango na głos i orkiestrę”)          | Maryla Rodowicz                                | Grzegorz Tomczak                                                          | Grzegorz Tomczak                                   | Absolutnie nic                                      | 1991         | [ 6 ]         |
| „Tępa blondyna”                                                                            | Maryla Rodowicz                                | Seweryn Krajewski                                                         | Agnieszka Osiecka                                  | —                                                   | 1982         | [ 4 ]         |
| „Tępa blondyna”                                                                            | Maryla Rodowicz                                | Seweryn Krajewski                                                         | Agnieszka Osiecka                                  | Марыля Родович                                      | 1983         | [ 21 ]        |
| „To było w maju”                                                                           | Maryla Rodowicz                                | Benedykt Konowalski                                                       | Jan Gałkowski                                      | —                                                   | 1970         | [ 13 ]        |
| „To już było”                                                                              | Maryla Rodowicz                                | Andrzej Sikorowski                                                        | Andrzej Sikorowski                                 | Absolutnie nic                                      | 1991         | [ 6 ]         |
| „To se ne vrati…”                                                                          | Maryla Rodowicz                                | Jacek Mikuła                                                              | Andrzej Brzeski                                    | Złota Maryla                                        | 1995         | [ 30 ]        |
| „To tylko wiosna”                                                                          | Mata, gościnnie: Maryla Rodowicz               | Pedro                                                                     | Mata                                               | —                                                   | 2025         | [ 69 ]        |
| „Tonę”                                                                                     | Maryla Rodowicz                                | Katarzyna Gärtner                                                         | Agnieszka Osiecka                                  | Buty 2                                              | 2011         | [ 43 ]        |
| „Tramwajowi ludzie”                                                                        | Maryla Rodowicz                                | Seweryn Krajewski                                                         | Agnieszka Osiecka                                  | Polska Madonna                                      | 1987         | [ 50 ]        |
| „Tron”                                                                                     | Maryla Rodowicz                                | Andrzej Korzyński                                                         | Krzysztof Gradowski                                | —                                                   | 1986         | [ 48 ]        |
| „Trzeba ognia dać”                                                                         | Maryla Rodowicz                                | Jarosław Pruszkowski                                                      | Bogdan Olewicz                                     | Przed zakrętem (reedycja)                           | 1999         | [ 16 ]        |
| „Trzy może nawet cztery dni” (lub „Trzy, może nawet cztery dni (Zakopane)” lub „Zakopane”) | Maryla Rodowicz                                | Adam Sławiński                                                            | Andrzej Bianusz                                    | —                                                   | 1968         | [ 14 ]        |
| „Trzy może nawet cztery dni” (lub „Trzy, może nawet cztery dni (Zakopane)” lub „Zakopane”) | Maryla Rodowicz                                | Adam Sławiński                                                            | Andrzej Bianusz                                    | Żyj mój świecie                                     | 1970         | [ 5 ]         |
| „Trzy może nawet cztery dni” (lub „Trzy, może nawet cztery dni (Zakopane)” lub „Zakopane”) | Maryla Rodowicz                                | Adam Sławiński                                                            | Andrzej Bianusz                                    | Full                                                | 1991         | [ 15 ]        |
| „Trzymaj się”                                                                              | Maryla Rodowicz                                | Seweryn Krajewski                                                         | Andrzej Poniedzielski                              | Przed zakrętem                                      | 1998         | [ 16 ]        |
| „Ty na wszystkie dni”                                                                      | Maryla Rodowicz                                | Witek Łukaszewski                                                         | Witek Łukaszewski                                  | Ach świecie…                                        | 2017         | [ 7 ]         |
| „Tylko nie pal”                                                                            | Maryla Rodowicz                                | Jerzy Woy-Wojciechowski                                                   | Agnieszka Osiecka                                  | —                                                   | 1987         | [ 4 ]         |
| „Tylko nie pal”                                                                            | Maryla Rodowicz                                | Jerzy Woy-Wojciechowski                                                   | Agnieszka Osiecka                                  | Maryla Voila! Hopsasa                               | 2005         | [ 28 ]        |
| „U mnie już noc (Parapety jak trampoliny)”                                                 | Maryla Rodowicz                                | Mirko Vukomanović Snežana Vukomanović                                     | Katarzyna Nosowska                                 | Kochać                                              | 2005         | [ 19 ]        |
| „Urodzajny rok”                                                                            | Maryla Rodowicz                                | Katarzyna Gärtner                                                         | Agnieszka Osiecka                                  | Rok                                                 | 1974         | [ 42 ]        |
| „Venus i Mars”                                                                             | Maryla Rodowicz                                | Bogdan Kondracki                                                          | Katarzyna Nosowska                                 | Kochać                                              | 2005         | [ 19 ]        |
| „W górę szlaban”                                                                           | Maryla Rodowicz                                | Jacek Kleyff                                                              | Agnieszka Osiecka                                  | Absolutnie nic (reedycja)                           | 1992         | [ 36 ]        |
| „W górę szlaban”                                                                           | Maryla Rodowicz                                | Jacek Kleyff                                                              | Agnieszka Osiecka                                  | tylko na singlu                                     | 2013         | [ 70 ]        |
| „W połówce orzeszka”                                                                       | Maryla Rodowicz                                | Seweryn Krajewski                                                         | Marek Biszczanik                                   | Życie ładna rzecz                                   | 2002         | [ 1 ]         |
| „W pustyni i w puszczy”                                                                    | Maryla Rodowicz                                | Marek Stefankiewicz                                                       | Bogdan Lisowski                                    | —                                                   | 1988         | [ 48 ]        |
| „W sumie nie jest źle”                                                                     | Maryla Rodowicz                                | Witek Łukaszewski                                                         | Witek Łukaszewski                                  | Ach świecie…                                        | 2017         | [ 7 ]         |
| „W szeregu”                                                                                | Maryla Rodowicz                                | Seweryn Krajewski                                                         | Agnieszka Osiecka                                  | Absolutnie nic                                      | 1991         | [ 6 ]         |
| „W żłobie leży”                                                                            | Maryla Rodowicz                                | tradycyjna                                                                | Piotr Skarga                                       | 12 najpiękniejszych kolęd                           | 2001         | [ 29 ]        |
| „Walc dla outsiderów”                                                                      | Maryla Rodowicz                                | Andrzej Brzeski                                                           | Andrzej Brzeski                                    | Złota Maryla                                        | 1995         | [ 30 ]        |
| „Walczyk półfrancuski”                                                                     | Maryla Rodowicz                                | Jan Wołek                                                                 | Jan Wołek                                          | —                                                   | nieznany     | [ 8 ]         |
| „Wariatka tańczy”                                                                          | Maryla Rodowicz                                | Seweryn Krajewski                                                         | Agnieszka Osiecka                                  | Cyrk nocą                                           | 1979         | [ 31 ]        |
| „Wariatka tańczy”                                                                          | Maryla Rodowicz                                | Seweryn Krajewski                                                         | Agnieszka Osiecka                                  | Full                                                | 1991         | [ 15 ]        |
| „Weselne dzieci”                                                                           | Maryla Rodowicz                                | Katarzyna Gärtner                                                         | Agnieszka Osiecka                                  | Przed zakrętem                                      | 1998         | [ 16 ]        |
| „Wesoły pociąg”                                                                            | Maryla Rodowicz                                | Marek Sart                                                                | Kazimierz Winkler                                  | 50                                                  | 2010         | [ 3 ]         |
| „Weź mnie ze sobą”                                                                         | Maryla Rodowicz i Marek Grechuta               | Jan Kanty Pawluśkiewicz Marek Grechuta                                    | Stanisław Ignacy Witkiewicz                        | Szalona lokomotywa                                  | 1977         | [ 24 ]        |
| „Wielka woda”                                                                              | Maryla Rodowicz                                | Katarzyna Gärtner                                                         | Agnieszka Osiecka                                  | Cyrk nocą                                           | 1979         | [ 31 ]        |
| „Wielka woda”                                                                              | Maryla Rodowicz                                | Katarzyna Gärtner                                                         | Agnieszka Osiecka                                  | Full                                                | 1991         | [ 15 ]        |
| „Wielka woda”                                                                              | Maryla Rodowicz i Dawid Kwiatkowski            | Katarzyna Gärtner                                                         | Agnieszka Osiecka                                  | Niech żyje bal                                      | 2024         | [ 71 ]        |
| „Wielki maleńki”                                                                           | Maryla Rodowicz                                | Seweryn Krajewski                                                         | Marek Biszczanik                                   | Życie ładna rzecz                                   | 2002         | [ 1 ]         |
| „Wielki trójżaglowiec”                                                                     | Maryla Rodowicz                                | Jacek Mikuła                                                              | Wojciech Młynarski                                 | —                                                   | 1980         | [ 26 ]        |
| „Wielki trójżaglowiec”                                                                     | Maryla Rodowicz                                | Jacek Mikuła                                                              | Wojciech Młynarski                                 | Święty spokój                                       | 1982         | [ 11 ]        |
| „Wielki trójżaglowiec”                                                                     | Maryla Rodowicz                                | Jacek Mikuła                                                              | Wojciech Młynarski                                 | Pro-Fanacja. Swa-wola 6                             | 2009         | [ 33 ]        |
| „Więc kto”                                                                                 | Maryla Rodowicz                                | Seweryn Krajewski                                                         | Agnieszka Osiecka                                  | Buty 2                                              | 2011         | [ 43 ]        |
| „Wio koniku”                                                                               | Maryla Rodowicz                                | Imre Garai                                                                | Jerzy Jurandot                                     | —                                                   | 1973         | [ 14 ]        |
| „Wiosna”                                                                                   | Maryla Rodowicz                                | Witek Łukaszewski                                                         | Witek Łukaszewski                                  | tylko na singlu                                     | 2019         | [ 72 ]        |
| „Wołaniem wołam cię”                                                                       | Maryla Rodowicz                                | Katarzyna Gärtner                                                         | Ernest Bryll                                       | —                                                   | 1978         | [ 17 ]        |
| „Wrócą chłopcy z wojny”                                                                    | Maryla Rodowicz i Daniel Olbrychski            | Katarzyna Gärtner                                                         | Ernest Bryll                                       | Zagrajcie nam dzisiaj wszystkie srebrne dzwony      | 1975         | [ 24 ]        |
| „Wszyscy chcą kochać”                                                                      | Maryla Rodowicz                                | Mikis Cupas                                                               | Katarzyna Nosowska                                 | Kochać                                              | 2005         | [ 19 ]        |
| „Wśród nocnej ciszy”                                                                       | Maryla Rodowicz                                | tradycyjna                                                                | tradycyjny                                         | 12 najpiękniejszych kolęd                           | 2001         | [ 29 ]        |
| „Wystarczy chcieć”                                                                         | różni                                          | Robert Amirian                                                            | Robert Amirian                                     | —                                                   | 2006         | [ 74 ]        |
| „Yokohama” (lub „Arystokracja”)                                                            | Maryla Rodowicz                                | Jacek Mikuła                                                              | Agnieszka Osiecka                                  | Maryla Voila! Hopsasa                               | 2004         | [ 28 ]        |
| „Yokohama” (lub „Arystokracja”)                                                            | Maryla Rodowicz                                | Jacek Mikuła                                                              | Agnieszka Osiecka                                  | Buty 2                                              | 2011         | [ 43 ]        |
| „Z głębiny nocy niepojętej”                                                                | Marek Grechuta i Maryla Rodowicz               | Jan Kanty Pawluśkiewicz Marek Grechuta                                    | Stanisław Ignacy Witkiewicz                        | Szalona lokomotywa                                  | 1977         | [ 24 ]        |
| „Z lotu ptaka”                                                                             | Maryla Rodowicz                                | Katarzyna Gärtner                                                         | Jerzy Kleyny                                       | Maryla Rodowiczová                                  | 1972         | [ 46 ]        |
| „Z sufitu”                                                                                 | Maryla Rodowicz                                | Henryk Alber                                                              | Magda Czapińska                                    | Złota Maryla                                        | 1995         | [ 30 ]        |
| „Z tobą w górach”                                                                          | Maryla Rodowicz                                | Katarzyna Gärtner                                                         | Jerzy Kleyny                                       | —                                                   | 1971         | [ 14 ]        |
| „Z tobą w górach”                                                                          | Maryla Rodowicz                                | Katarzyna Gärtner                                                         | Jerzy Kleyny                                       | Wyznanie                                            | 1972         | [ 37 ]        |
| „Z tobą w górach”                                                                          | Maryla Rodowicz                                | Katarzyna Gärtner                                                         | Jerzy Kleyny                                       | Maryla Voila! Hopsasa                               | 2005         | [ 28 ]        |
| „Za duże buty”                                                                             | Maryla Rodowicz                                | Edward Spyrka                                                             | Anna Markowa                                       | Żyj mój świecie                                     | 1970         | [ 5 ]         |
| „Za górami”                                                                                | Maryla Rodowicz                                | Katarzyna Gärtner                                                         | Jerzy Kleyny                                       | —                                                   | 1969         | [ 14 ]        |
| „Za górami”                                                                                | Maryla Rodowicz                                | Katarzyna Gärtner                                                         | Jerzy Kleyny                                       | Żyj mój świecie                                     | 1970         | [ 5 ]         |
| „Za Janasa” (lub „Wielcy za Janasa”)                                                       | Maryla Rodowicz                                | Bogdan Kondracki Piotr Mańkowski                                          | Katarzyna Nosowska                                 | Mundialowa Maryla                                   | 2006         | [ 60 ]        |
| „Za moim oknem”                                                                            | Maryla Rodowicz                                | Jan Pilecki                                                               | Bogdan Olewicz                                     | —                                                   | 1968         | [ 13 ]        |
| „Za pierwszą chmurą”                                                                       | Maryla Rodowicz                                | Andrzej Brzeski                                                           | Andrzej Brzeski                                    | Jest cudnie                                         | 2008         | [ 45 ]        |
| „Zabij ten lęk”                                                                            | Maryla Rodowicz                                | Jan Kanty Pawluśkiewicz Marek Grechuta                                    | Stanisław Ignacy Witkiewicz                        | Szalona lokomotywa                                  | 1977         | [ 24 ]        |
| „Zachodźże słoneczko”                                                                      | Maryla Rodowicz                                | tradycyjna                                                                | tradycyjny                                         | Marysia biesiadna                                   | 1994         | [ 35 ]        |
| „Zaczęty zeszyt”                                                                           | Maryla Rodowicz                                | Seweryn Krajewski                                                         | Agnieszka Osiecka                                  | Polska Madonna                                      | 1987         | [ 50 ]        |
| „Zaczęty zeszyt”                                                                           | Maryla Rodowicz                                | Seweryn Krajewski                                                         | Agnieszka Osiecka                                  | Pro-Fanacja. Swa-wola 6                             | 2009         | [ 33 ]        |
| „Zadyma”                                                                                   | Maryla Rodowicz                                | Andrzej Sikorowski                                                        | Andrzej Sikorowski                                 | Złota Maryla                                        | 1995         | [ 30 ]        |
| „Zajączek słońca”                                                                          | Maryla Rodowicz                                | Andrzej Brzeski                                                           | Andrzej Brzeski                                    | Ach świecie…                                        | 2017         | [ 7 ]         |
| „Zamiast wódkę pić”                                                                        | Maryla Rodowicz                                | Adam Sławiński                                                            | Agnieszka Osiecka                                  | Buty 2                                              | 2011         | [ 43 ]        |
| „Zapamiętaj”                                                                               | Maryla Rodowicz                                | Martin Hoffman                                                            | Agnieszka Osiecka                                  | —                                                   | 1975         | [ 63 ]        |
| „Zaśnij duszko”                                                                            | Maryla Rodowicz                                | Seweryn Krajewski                                                         | Marek Biszczanik                                   | Życie ładna rzecz                                   | 2002         | [ 1 ]         |
| „Zdzich”                                                                                   | Maryla Rodowicz                                | Jan Ptaszyn Wróblewski                                                    | Agnieszka Osiecka                                  | —                                                   | 1977         | [ 4 ]         |
| „Zielona pani Ziemio”                                                                      | Maryla Rodowicz, gościnnie: Seweryn Krajewski  | Seweryn Krajewski                                                         | Andrzej Poniedzielski                              | Jest cudnie                                         | 2008         | [ 45 ]        |
| „Zielony mosteczek”                                                                        | Maryla Rodowicz                                | tradycyjna                                                                | tradycyjny                                         | Marysia biesiadna                                   | 1994         | [ 35 ]        |
| „Ziemio, nasza ziemio”                                                                     | Maryla Rodowicz                                | Katarzyna Gärtner                                                         | Ernest Bryll                                       | Zagrajcie nam dzisiaj wszystkie srebrne dzwony      | 1975         | [ 24 ]        |
| „Zmieniam skórę”                                                                           | Maryla Rodowicz                                | Jan Ptaszyn Wróblewski                                                    | Agnieszka Osiecka                                  | Sing-Sing                                           | 1976         | [ 40 ]        |
| „Zostały mi”                                                                               | Maryla Rodowicz                                | Katarzyna Gärtner                                                         | Magda Czapińska                                    | Złota Maryla                                        | 1995         | [ 30 ]        |
| „Zostanę królową”                                                                          | Maryla Rodowicz                                | Andrzej Korzyński                                                         | Andrzej Korzyński                                  | —                                                   | 1988         | [ 48 ]        |
| „Zwierz ze Zgierza”                                                                        | Maryla Rodowicz                                | Andrzej Kleszczewski                                                      | Jan Wołek                                          | Był sobie król                                      | 1984         | [ 25 ]        |
| „Źródło Jan”                                                                               | Maryla Rodowicz                                | Katarzyna Gärtner                                                         | Agnieszka Osiecka                                  | Buty 2                                              | 2011         | [ 43 ]        |
| „Żelazko”                                                                                  | Maryla Rodowicz                                | Henryk Alber                                                              | Konstanty Ildefons Gałczyński                      | —                                                   | nieznany     | [ 8 ]         |
| „Żyj mój świecie”                                                                          | Maryla Rodowicz                                | Marian Zimiński                                                           | Agnieszka Osiecka                                  | —                                                   | 1969         | [ 14 ]        |
| „Żyj mój świecie”                                                                          | Maryla Rodowicz                                | Marian Zimiński                                                           | Agnieszka Osiecka                                  | Żyj mój świecie                                     | 1970         | [ 5 ]         |
| „Żyj mój świecie”                                                                          | Maryla Rodowicz                                | Marian Zimiński                                                           | Agnieszka Osiecka                                  | Full                                                | 1991         | [ 15 ]        |
| „Żyj mój świecie”                                                                          | Maryla Rodowicz                                | Marian Zimiński                                                           | Agnieszka Osiecka                                  | Sowia Wola                                          | 2003         | [ 23 ]        |
| „Żyj”                                                                                      | Maryla Rodowicz                                | Seweryn Krajewski                                                         | Marek Biszczanik                                   | Życie ładna rzecz                                   | 2002         | [ 1 ]         |
| Język angielski                                                                            |                                                |                                                                           |                                                    |                                                     |              |               |
| „Almost Happy Summer”                                                                      | Maryla Rodowicz                                | Zdeněk Barták Jr.                                                         | Michal Bukovič                                     | —                                                   | 1988         | [ 48 ]        |
| „Empty Spaces”                                                                             | Maryla Rodowicz                                | Adam Sławiński                                                            | Eddie Seago                                        | tylko na singlu                                     | 1970         | [ 20 ]        |
| „Envy”                                                                                     | Maryla Rodowicz                                | Jiří Strohner                                                             | Michal Bukovič                                     | —                                                   | 1988         | [ 48 ]        |
| „Just Love”                                                                                | Maryla Rodowicz                                | František Janeček                                                         | Michal Bukovič                                     | —                                                   | 1988         | [ 48 ]        |
| „Let It Be”                                                                                | Maryla Rodowicz                                | John Lennon Paul McCartney                                                | John Lennon Paul McCartney                         | —                                                   | 1970         | [ 2 ]         |
| „Long Live the Ball”                                                                       | Maryla Rodowicz                                | Seweryn Krajewski                                                         | Jerzy Siemasz                                      | Music from Poland at MIDEM ’85                      | 1985         | [ 24 ]        |
| „Love Doesn’t Grow On Trees”                                                               | Maryla Rodowicz                                | Stefan Rembowski                                                          | Eddie Seago                                        | tylko na singlu                                     | 1970         | [ 20 ]        |
| „Me and Bobby McGee”                                                                       | Maryla Rodowicz                                | Kris Kristofferson                                                        | Kris Kristofferson                                 | Maryla Rodowiczová                                  | 1972         | [ 46 ]        |
| „Me and Bobby McGee”                                                                       | Maryla Rodowicz                                | Kris Kristofferson                                                        | Kris Kristofferson                                 | Sowia Wola                                          | 2003         | [ 23 ]        |
| „My Sweet Lord”                                                                            | Maryla Rodowicz                                | George Harrison                                                           | George Harrison                                    | Maryla Rodowiczová                                  | 1972         | [ 46 ]        |
| „Railway Coach Ballad”                                                                     | Maryla Rodowicz                                | Andrzej Zieliński                                                         | Z. Zeledziowski                                    | tylko na singlu                                     | 1970         | [ 20 ]        |
| „Something”                                                                                | Maryla Rodowicz                                | George Harrison                                                           | George Harrison                                    | Maryla Rodowiczová                                  | 1972         | [ 46 ]        |
| „Stoney End”                                                                               | Maryla Rodowicz                                | Laura Nyro                                                                | Laura Nyro                                         | Maryla Rodowiczová                                  | 1972         | [ 46 ]        |
| „Time Is Money”                                                                            | Maryla Rodowicz                                | František Janeček                                                         | Michal Bukovič                                     | —                                                   | 1988         | [ 48 ]        |
| „What Is Time?”                                                                            | Maryla Rodowicz                                | Zdeněk Barták Jr.                                                         | Michal Bukovič                                     | —                                                   | 1989         | [ 48 ]        |
| Język czeski                                                                               |                                                |                                                                           |                                                    |                                                     |              |               |
| „Ginny, Ginny”                                                                             | Maryla Rodowicz                                | Angelo Michajlov                                                          | Eduard Krečmar                                     | Maryla Rodowiczová                                  | 1972         | [ 46 ]        |
| „Podivín”                                                                                  | Maryla Rodowicz                                | Jiří Smetana                                                              | Jiří Smetana                                       | tylko na singlu                                     | 1970         | [ 20 ]        |
| „V pekle je nával”                                                                         | Maryla Rodowicz                                | Seweryn Krajewski                                                         | Peter Siska                                        | Největší hity                                       | 2003         | [ 66 ]        |
| „V snových pokojích”                                                                       | Maryla Rodowicz                                | Pavol Hammel                                                              | Pavel Vrba                                         | Maryla Rodowiczová                                  | 1972         | [ 46 ]        |
| „Zlaté léto”                                                                               | Maryla Rodowicz                                | Katarzyna Gärtner                                                         | Ivo Plicka                                         | tylko na singlu                                     | 1972         | [ 20 ]        |
| Język hiszpański                                                                           |                                                |                                                                           |                                                    |                                                     |              |               |
| „La Batea”                                                                                 | Maryla Rodowicz                                | Tony Taño                                                                 | Tony Taño                                          | Wyznanie                                            | 1972         | [ 37 ]        |
| Język niemiecki                                                                            |                                                |                                                                           |                                                    |                                                     |              |               |
| „Ach, Wer Sagt Mir?”                                                                       | Maryla Rodowicz                                | Maryla Rodowicz                                                           | Fred Gertz                                         | Maryla Rodowicz                                     | 1974         | [ 75 ]        |
| „Alles War Mal Da”                                                                         | Maryla Rodowicz                                | Katarzyna Gärtner                                                         | Fred Gertz                                         | Maryla Rodowicz                                     | 1974         | [ 75 ]        |
| „Der Teufel Sitzt Vor’m Paradies”                                                          | Maryla Rodowicz                                | Katarzyna Gärtner                                                         | Ingeburg Branoner                                  | Maryla Rodowicz                                     | 1974         | [ 75 ]        |
| „Einmal Werde Ich Matrose”                                                                 | Maryla Rodowicz                                | Jan Ptaszyn Wróblewski                                                    | Monika Jacobs                                      | tylko na singlu                                     | 1977         | [ 20 ]        |
| „Es Zieht Ein Lied Durchs Land”                                                            | Maryla Rodowicz                                | Katarzyna Gärtner                                                         | Gerd Halbach                                       | Maryla Rodowicz                                     | 1973         | [ 75 ]        |
| „Fussbal, fussbal, fussbal”                                                                | Maryla Rodowicz                                | Leszek Bogdanowicz                                                        | Wolfgang Jöhling                                   | tylko na singlu                                     | 1974         | [ 20 ]        |
| „Hej, Träume”                                                                              | Maryla Rodowicz                                | Katarzyna Gärtner                                                         | Ingeburg Branoner                                  | —                                                   | 1973         | [ 76 ]        |
| „Ich Wünsch Dir Glück”                                                                     | Maryla Rodowicz                                | Martin Hoffman                                                            | Dieter Schneider                                   | tylko na singlu                                     | 1975         | [ 20 ]        |
| „Kein Schlaflied”                                                                          | Maryla Rodowicz                                | Jacek Mikuła                                                              | Monika Jacobs                                      | —                                                   | 1977         | [ 76 ]        |
| „Kleine Eisenbahnballade”                                                                  | Maryla Rodowicz                                | Andrzej Zieliński                                                         | Kurt Demmler                                       | —                                                   | 1973         | [ 76 ]        |
| „Komm, Neues Jahr”                                                                         | Maryla Rodowicz                                | Katarzyna Gärtner                                                         | Monika Jacobs                                      | tylko na singlu                                     | 1976         | [ 20 ]        |
| „Lauf, Mein Pferdchen”                                                                     | Maryla Rodowicz                                | Imre Garai                                                                | Wolfgang Brandenstein                              | Maryla Rodowicz                                     | 1974         | [ 75 ]        |
| „Marja”                                                                                    | Maryla Rodowicz                                | Katarzyna Gärtner                                                         | Fred Gertz                                         | Maryla Rodowicz                                     | 1973         | [ 75 ]        |
| „Mary Lou”                                                                                 | Maryla Rodowicz                                | Jacek Mikuła                                                              | Monika Jacobs                                      | —                                                   | 1975         | [ 76 ]        |
| „Mit Der Stadt Allein”                                                                     | Maryla Rodowicz                                | Andrzej Zieliński                                                         | Ingeburg Branoner                                  | —                                                   | 1973         | [ 76 ]        |
| „Mit Dir In Den Bergen”                                                                    | Maryla Rodowicz                                | Katarzyna Gärtner                                                         | Jerzy Kleyny                                       | —                                                   | 1974         | [ 76 ]        |
| „’ne Dame sein”                                                                            | Maryla Rodowicz                                | Jacek Mikuła                                                              | Ingeburg Branoner                                  | —                                                   | 1977         | [ 76 ]        |
| „Regen”                                                                                    | Maryla Rodowicz                                | Andrzej Korzyński                                                         | Monika Jacobs                                      | —                                                   | 1975         | [ 76 ]        |
| „Sehn sucht”                                                                               | Maryla Rodowicz                                | Katarzyna Gärtner                                                         | Dieter Schneider                                   | Maryla Rodowicz                                     | 1974         | [ 75 ]        |
| „Träum Deinen Traum”                                                                       | Maryla Rodowicz                                | Seweryn Krajewski                                                         | Ingeburg Branoner                                  | tylko na singlu                                     | 1976         | [ 20 ]        |
| „Und Es Fahren Bunte Wagen”                                                                | Maryla Rodowicz                                | Stefan Rembowski                                                          | Fred Gertz                                         | —                                                   | 1973         | [ 76 ]        |
| „Wo Ist Das Siebte Meer?”                                                                  | Maryla Rodowicz                                | Katarzyna Gärtner                                                         | Monika Jacobs                                      | Maryla Rodowicz                                     | 1974         | [ 75 ]        |
| Język rosyjski                                                                             |                                                |                                                                           |                                                    |                                                     |              |               |
| „Ech, darogi”                                                                              | Maryla Rodowicz                                | Anatoly Novikov                                                           | Lew Oszanin                                        | Sowia Wola                                          | 2003         | [ 23 ]        |
| „Prianiki”                                                                                 | Maryla Rodowicz                                | tradycyjna                                                                | tradycyjny                                         | Maryla Rodowicz                                     | 1974         | [ 75 ]        |
| „Сядь В Любой Поезд”                                                                       | Maryla Rodowicz                                | Seweryn Krajewski                                                         | Aleksandr Zhigarev Sergey Alikhanov                | Марыля Родович                                      | 1983         | [ 21 ]        |
| „Песня Куклы” (tytuł spolszczony: „Piosenka lalki”)                                        | Maryla Rodowicz                                | Władimir Szainski                                                         | Aleksandr Zhigarev Sergey Alikhanov                | Марыля Родович                                      | 1983         | [ 21 ]        |
| „Песня Куклы” (tytuł spolszczony: „Piosenka lalki”)                                        | Maryla Rodowicz                                | Władimir Szainski                                                         | Aleksandr Zhigarev Sergey Alikhanov                | Maryla Voila! Hopsasa                               | 2005         | [ 28 ]        |
| „Кони Привередливые”                                                                       | Maryla Rodowicz                                | Władimir Wysocki                                                          | Władimir Wysocki                                   | Марыля Родович                                      | 1983         | [ 21 ]        |
| „Лежу Под Грушей”                                                                          | Maryla Rodowicz                                | Seweryn Krajewski                                                         | Aleksandr Zhigarev Sergey Alikhanov                | Марыля Родович                                      | 1983         | [ 21 ]        |